# Melodifestivalen 2017

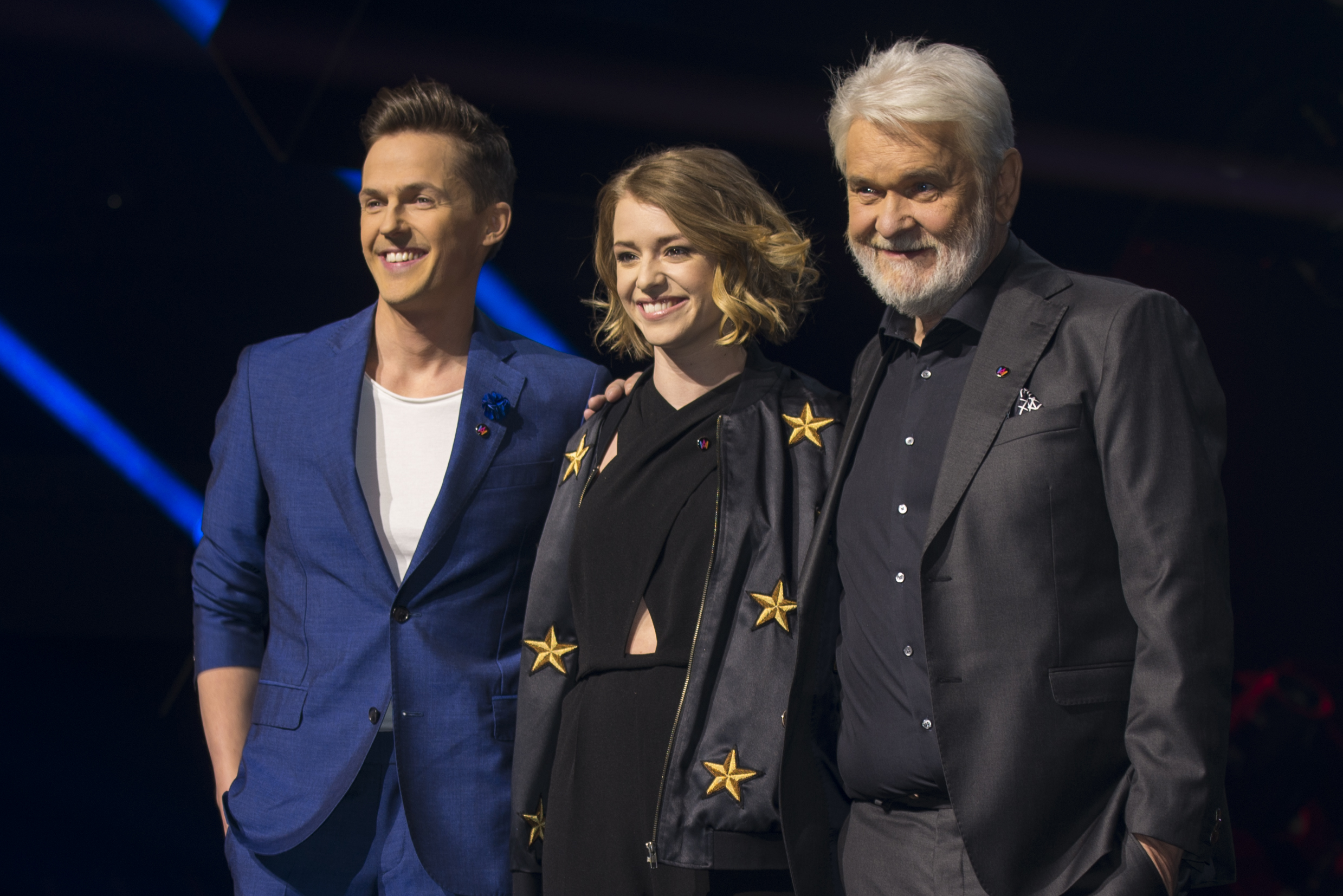
2017 års programledare: David Lindgren, Clara Henry och Hasse Andersson.

Melodifestivalen 2017 var den 57:e upplagan av musiktävlingen Melodifestivalen, som är Sveriges uttagning till Eurovision Song Contest. Vinnare blev I Can’t Go On framförd av Robin Bengtsson, som alltså representerade Sverige i Eurovision Song Contest 2017, som ägde rum i Kiev i Ukraina, den 9, 11 och 13 maj 2017.
Tävlingen utgörs av en turné runt om i Sverige som omfattar fyra deltävlingar och ett uppsamlingsheat innan en final hålls. Denna final ägde rum i Friends Arena den 11 mars 2017. Totalt tävlade 28 bidrag och dessa har till hälften valts ut av en urvalsjury (efter en nationell antagning) och till hälften av SVT själva. En plats i tävlingen har gått till musikgruppen Les Gordons, vilka var en av finalisterna i finalen av Svensktoppen nästa 2016. Samtliga tävlande presenterades vid en presskonferens den 30 november 2016.

## Tävlingsupplägg
Melodifestivalen 2017 var det 16:e året i rad där tävlingsupplägget innehöll fyra deltävlingar och ett uppsamlingsheat innan finalen slutligen avgjordes. I deltävlingarna tävlade totalt 28 bidrag och i dessa program (samt i Andra chansen) kom tittarna att ha all makt gällande röstningen. Från deltävlingarna gick bidragen som hamnat på första och andra plats direkt till final, och bidragen som hamnade på tredje och fjärde plats gick till uppsamlingsheatet Andra chansen, där ytterligare fyra bidrag gick vidare till finalen. I finalen kom sedan tittarna att dela makten med internationella jurygrupper om vem som skulle vinna tävlingen och därmed bli Sveriges representant i Eurovision Song Contest 2017.
Deltävlingarna avgjordes det här året i Göteborg, Malmö, Växjö samt Skellefteå. Andra chansen hölls i Linköping och finalen i Solna.
Christer Björkman var programmets producent.

### Bidragsuttagningen
De 28 tävlingsbidragen till det här årets tävling valdes ut genom tre olika sektioner:
- Sektion 1: 14 bidrag som en SVT-tillsatt jury valde ut. Dessa bidrag kommer från en nationell antagning som hölls 1-19 september 2016.
- Sektion 2: 13 bidrag som Sveriges Television själva valde ut. Dessa bidrag kan komma från t.ex. specialinbjudningar till artister och låtskrivare.
- Sektion 3: 1 bidrag som är allmänhetens joker i tävlingen, vars plats tilldelades till en av finalisterna i SR-tävlingen Svensktoppen nästa 2016.

Den första sektionen ägde rum under perioden den 1-19 september 2016. Då höll Sveriges Television en öppen antagning för låtskrivare och artister att skicka in tävlingsbidrag. Likt senaste åren fanns två antagningar att välja bland: en för låtskrivare som hade givit ut musik tidigare (kallades Ordinarie tävling) respektive en för amatörmusiker (kallades Allmänhetens tävling). När antagningen stängdes redovisades ett resultat på 2 478 bidrag, varav 2 116 bidrag gick till Ordinarie tävling och 352 bidrag till Allmänhetens tävling. Efter detta granskades alla bidrag och ett mindre antal skickades vidare till en av SVT tillsatt urvalsjury som fick välja ut sina 14 låtar bland högen av inkomna bidrag till tävlingen. Inför juryns slutomröstning bifogades ca fem av de låtar som inkommit till Allmänhetens tävling.
När juryarbetet var över tog Sveriges Televisions melodifestivalredaktion över, med Christer Björkman i spetsen, som har fått välja ut sina 14 bidrag. I den sektionen har det ingått att hitta ett nytt bidrag till gruppen Les Gordons, som blev utvald joker från Svensktoppen nästa 2016.
Startfältet har slutligen kompletterats med artister till samtliga bidrag, vilka presenterades den 30 november 2016.

#### Regelverk[8]
För att få skicka in bidrag till Melodifestivalen 2017 behövde man vara folkbokförd i Sverige (senast den 1 september 2016) eller samarbeta med minst en svensk medborgare. SVT-anställda (1 september 2016 till 30 mars 2017) fick dock inte skicka in bidrag till tävlingen. Sveriges Television har haft en målsättning att minst halva startfältet ska bestå av bidrag skrivna av kvinnliga låtskrivare, alternativt i kombination kvinnliga och manliga låtskrivare. Detta är dock inget krav utan endast ett önskemål från produktionens sida.
Endast nyskrivna bidrag som aldrig tidigare offentliggjorts fick skickas in. Sveriges Television hade som krav att låtarna skulle vara två-tre minuter långa (längden gäller endast scenframträdande, ej t.ex. CD-versioner). Språkvalet var fritt men en kvot om cirka tio bidrag på svenska sattes upp (siffran är dock ej statisk). 
För att vara tävlande artist måste man vara minst 16 år gammal (senast i maj 2017). Någon övre åldersgräns finns inte. Varje scenframförande får ha maximalt åtta personer på scenen, förinspelad körsång är tillåten (men all huvudsång måste göras live) och varje tävlingsbidrag får ha med ett liveinstrument på scenen. Sveriges Television har i samband med detta ställt som krav att om vinnarlåten innehåller hela eller delar av dessa tre utökade regler så ska låten kunna arrangeras om till Eurovision Song Contest (ESC) utan att förstöras. Detta för att EBU, som sätter regelverket för ESC, inte tillåter Sveriges Televisions utökade regler kring förinspelad körsång, liveinstrument på scenen och fler än sex personer på scenen.
I övrigt äger Sveriges Television rätten att diskvalificera bidrag, artister och låtskrivare som bryter mot tävlingsreglerna.

### Återkommande artister till startfälten
Nedan listas namnen på de artister som tävlat tidigare år i festivalen och som återkom i tävlan det här året.
| Artist                                  | Tidigare år (med placering) (Melodifestivalen)          | Tidigare år (med placering) (ESC) |
| --------------------------------------- | ------------------------------------------------------- | --------------------------------- |
| Ace Wilder                              | 2014 (2:a DF, 2:a final) 2016 (2:a DF, 3:e final)       | —                                 |
| Boris René                              | 2016 (3:e DF, 3:e AC, 10:e final)                       | —                                 |
| Charlotte Perrelli                      | 1999 (1:a) 2008 (1:a DF, 1:a final) 2012 (5:e DF)       | 1999 (1:a) 2008 (18:e)            |
| Dinah Nah                               | 2015 (4:e DF, 4:e AC, 12:e final)                       | —                                 |
| Jon Henrik Fjällgren Tävlade med Aninia | 2015 (1:a DF, 2:a final)                                | —                                 |
| Krista Siegfrids                        | 2016 (5:e DF)                                           | 2013 (23:e)1                      |
| Lisa Ajax                               | 2016 (1:a DF, 7:e final)                                | —                                 |
| Loreen                                  | 2011 (4:e DF, 5:e AC) 2012 (1:a DF, 1:a final)          | 2012 (1:a)                        |
| Mariette                                | 2015 (1:a DF, 3:e final)                                | —                                 |
| Robin Bengtsson                         | 2016 (1:a DF, 5:e final)                                | —                                 |
| Roger Pontare                           | 1994 (1:a)2 1999 (5:e) 2000 (1:a) 2006 (4:e DF, 4:e AC) | 1994 (13:e)2 2000 (7:e)           |
| Sara Varga Tävlade med Juha Mulari      | 2011 (3:e DF, 2:a AC, 9:e final)                        | —                                 |
| Wiktoria                                | 2016 (1:a DF, 4:e final)                                | —                                 |

1 Krista Siegfrids tävlade för Finland i Eurovision Song Contest 2013.

2 1994 tävlade Roger Pontare i duett med Marie Bergman.

### Övrigt

#### Urvalsjuryn
Den 6 december 2016 presenterades namnen på de personer som suttit i programmets urvalsjury, dvs. de personer som avgjorde halva startfältet det här året. Totalt valdes 15 personer ut inklusive en ordförande (Karin Gunnarsson). Av dessa 16 personer var nio kvinnor och sju män i åldrarna 21-64 år. Hos både männen och kvinnorna var medelåldern 37 år (kvinnorna var i åldrarna 23-64 år och männen i åldrarna 21-52 år). I juryn fanns flera branschfolk med som bl.a. representerade mediebolag eller som arbetar med/inom musikbranschen och dess närhet. Ett sådant namn är Robert Sehlberg som är musikchef på MTG Radio.

#### Thomas G:son främste låtskrivaren någonsin
I samband med att startfältet till årets tävling presenterades framkom det att låtskrivare Thomas G:son står bakom fyra av bidragen i tävlingen. I och med detta och att inte Bobby Ljunggren fått med något bidrag i tävlingen övertar därför G:son platsen som den som fått med flest bidrag i Melodifestivalens historia. Ljunggren hade tidigare rekordet om 46 bidrag, medan G:sons nya rekord är 47 bidrag. En annan intressant notering är att låtskrivaren Fredrik Kempe som fått med 28 bidrag i tävlingen sedan år 2007 inte fått med ett enda bidrag det här året. Av Kempes totalt 30 bidrag (även två före 2007) återfinns fyra vinnare: "Hero" (Charlotte Perrelli), "La Voix" (Malena Ernman), "Popular" (Eric Saade) och "Undo" (Sanna Nielsen).

#### Programledarna
På en presskonferens den 30 september 2016 presenterades Clara Henry, David Lindgren och Hasse Andersson som programledarna för Melodifestivalen 2017. Clara Henry har tidigare synts till i Melodifestivalen 2014, då i form av webbreporter och som ansvarig för stående humoristiska inslag i TV-programmen. De två övriga programledarna har tidigare tävlat i Melodifestivalen som artister; David Lindgren tävlande åren 2012, 2013 och 2016 samt Hasse Andersson som tävlade år 2015. Alla tre gör debut som programledare i Melodifestivalen.

## Datum och händelser

### Melodifestivalens turnéplan 2017[4]
- Lördag 4 februari 2017 – Deltävling 1, Scandinavium, Göteborg
- Lördag 11 februari 2017 – Deltävling 2, Malmö Arena, Malmö
- Lördag 18 februari 2017 – Deltävling 3, VIDA Arena, Växjö
- Lördag 25 februari 2017 – Deltävling 4, Skellefteå Kraft Arena, Skellefteå
- Lördag 4 mars 2017 – Andra chansen, SAAB Arena, Linköping
- Lördag 11 mars 2017 – Final, Friends Arena, Solna

### Inför Melodifestivalen
- Den 28 juni 2016 offentliggjordes det att en av finalisterna i Svensktoppen nästa 2016 skulle komma att bli joker i det här årets Melodifestival.[6]
- Den 29 juni 2016 presenterades regelverket för Melodifestivalen 2017.[8]
- Den 28 augusti 2016 avgjordes finalen av Svensktoppen nästa i Linköping, där musikgruppen Les Gordons valdes ut att bli joker i Melodifestivalen 2017.[10]
- Den 1 september 2016 öppnade antagningen till Melodifestivalen 2017.[8]
- Den 6 september 2016 avslöjade Sveriges Television vilka städer som arrangerar Melodifestivalen 2017.[4]
- Den 19 september 2016 kl. 17:59 CET stängde antagningen till Melodifestivalen 2017.[8] Totalt inkom 2 478 bidrag.[9]
- Den 30 september 2016 presenterades Clara Henry, David Lindgren samt Hasse Andersson som programledarna för Melodifestivalen 2017.[1]
- Den 31 oktober 2016 släpptes biljetterna till Melodifestivalens genrep och direktsändningar.[4]
- Den 30 november 2016 presenterade Sveriges Television de 28 tävlande artisterna med tillhörande bidrag.[13][7]
- Den 6 december 2016 presenterades namnen på de personer som suttit i programmets urvalsjury.[11]
- Den 10 december 2016 presenterades förändrade låttitlar för två av tävlingsbidragen.[14]
- Den 9 januari 2017 presenterades startordningen för de tävlande bidragen.[15]

## Deltävlingarna
Likt tidigare år inleddes Melodifestivalen 2017 med fyra grundomgångar, så kallade deltävlingar. Från dessa program kvalificerade sig totalt åtta bidrag direkt till finalen samt ytterligare åtta bidrag till uppsamlingsheatet Andra chansen. Resterande bidrag slogs ut från tävlan. Varje deltävling bestod av sju tävlingsbidrag och det endast tittarnas röstade fram vilka som skulle gå vidare. Detta skedde genom telefon-, SMS- och applikationsröstning (så kallade hjärtröster). 
Varje deltävling avgjordes i två röstningsomgångar. Först framfördes bidragen samtidigt som tittarna röstade. Därefter hölls en kortare snabbgenomgång innan telefonslussarna tillfälligt stängdes och resultatet räknades fram. De fem bidragen som hade flest röster gick vidare, medan bidragen på sjätte och sjunde plats åkte ut. Därefter öppnades telefonslussarna igen under en kortare stund och en ny röstningsomgång påbörjades. Bidragen som var kvar i tävlan spelades upp i en snabbgenomgång innan slussarna stängdes på nytt. Sedan slogs resultaten samman för de två röstningsomgångarna. De två bidrag som fått högst totalröster gick vidare till finalen, bidragen med totalt sett tredje och fjärde flest röster gick till Andra chansen medan totalfemman åkte ut.
Som tittare kunde man rösta genom antingen ett billigt telefon- och SMS-nummer (3,60 kr per samtal) eller ett lite dyrare (9,90 kr per samtal), där det senare skänkte 8,50 kr per samtal/SMS till Radiohjälpen. Man kunde rösta upp till 20 gånger per telefonnummer. Applikationsröstningen var gratis och där gick det att lägga max fem röster per bidrag, vilket gick att göra så länge röstningen var igång. Det var tredje året i rad som Sveriges Television använde sig av applikationsröstningen.
De tävlande till respektive deltävling presenterades vid en gemensam presskonferens den 30 november 2016.

### Deltävling 1: Göteborg
Deltävlingen sändes från Scandinavium i Göteborg den 4 februari 2017.
Bidragen presenteras enligt startordningen.
| Nr | Artist             | Låt            | Text & musik                                                                                          | Röster Omgång 1 | Röster Omgång 2 | Total- röster | Plac. | Anmärkning    |
| -- | ------------------ | -------------- | --- | --------------- | --------------- | ------------- | ----- | ------------- |
| 1  | Boris René         | Her Kiss       | Tim Larsson, Tobias Lundgren                                                                          | 895 618         | 89 512          | 985 130       | 3     | Andra chansen |
| 2  | Adrijana           | Amare          | Martin Tjärnberg, Adrijana Krasniqi                                                                   | 407 097         | —               | 407 097       | 6     | Utslagen      |
| 3  | Dinah Nah          | One More Night | Thomas G:son, Jimmy Jansson, Dinah Nah, Dr Alban                                                      | 693 220         | 42 010          | 735 230       | 5     | Utslagen      |
| 4  | De Vet Du          | Road Trip      | Johan Gunterberg, Christopher Martland                                                                | 870 399         | 48 384          | 918 783       | 4     | Andra chansen |
| 5  | Charlotte Perrelli | Mitt liv       | Charlotte Perrelli, Lars Hägglund                                                                     | 399 536         | —               | 399 536       | 7     | Utslagen      |
| 6  | Ace Wilder         | Wild Child     | Peter Boström, Thomas G:son, Ace Wilder                                                               | 981 435         | 84 811          | 1 066 246     | 2     | Till final    |
| 7  | Nano               | Hold On        | Nano Omar, Gino Yonan, Ayak, Carl Rydén, Christoffer Belaieff, Rikard de Bruin, David Francis Jackson | 1 056 413       | 122 263         | 1 178 676     | 1     | Till final    |

- Telefon-, SMS- och applikationsröster: 5 706 113 röster (nytt rekord för en deltävling).[17][18]
- Till Radiohjälpen: 550 049 kronor[17]
- TV-tittare: 3 244 000 tittare.[19]

### Deltävling 2: Malmö
Deltävlingen sändes från Malmö Arena i Malmö den 11 februari 2017.
Bidragen presenteras enligt startordningen.
| Nr | Artist            | Låt              | Text & musik                                                                  | Röster Omgång 1 | Röster Omgång 2 | Total- röster | Plac. | Anmärkning    |
| -- | ----------------- | ---------------- | ----------------------------------------------------------------------------- | --------------- | --------------- | ------------- | ----- | ------------- |
| 1  | Mariette          | A Million Years  | Thomas G:son, Johanna Jansson, Peter Boström, Mariette Hansson, Jenny Hansson | 997 489         | 93 211          | 1 090 700     | 1     | Till final    |
| 2  | Roger Pontare     | Himmel och hav   | Thomas G:son, Alexzandra Wickman                                              | 681 661         | 61 404          | 743 065       | 5     | Utslagen      |
| 3  | Etzia             | Up               | Johnny Sanchez, Hanif Sabzevari, Simon Gribbe, Erica Haylett                  | 363 025         | —               | 363 025       | 6     | Utslagen      |
| 4  | Allyawan          | Vart har du vart | Masse Salazar, Samuel Nazari                                                  | 346 299         | —               | 346 299       | 7     | Utslagen      |
| 5  | Dismissed         | Hearts Align     | Ola Salo, Peter Kvint                                                         | 668 878         | 76 880          | 745 758       | 4     | Andra chansen |
| 6  | Lisa Ajax         | I Don’t Give A   | Ola Svensson, Linnea Deb, Joy Deb, Anton Hård af Segerstad                    | 969 355         | 67 178          | 1 036 533     | 3     | Andra chansen |
| 7  | Benjamin Ingrosso | Good Lovin'      | Benjamin Ingrosso, Louis Schoorl, Matt Pardon                                 | 966 140         | 93 588          | 1 059 728     | 2     | Till final    |

- Telefon- SMS- och applikationsröster: 5 395 695 röster.[20][18]
- Till Radiohjälpen: 390 542 kronor.[20]
- TV-tittare: 3 094 000 tittare.[19]

### Deltävling 3: Växjö
Deltävlingen sändes från VIDA Arena i Växjö den 18 februari 2017.
Bidragen presenteras enligt startordningen.
| Nr | Artist           | Låt                   | Text & musik                                                                | Röster Omgång 1 | Röster Omgång 2 | Total- röster | Plac. | Anmärkning    |
| -- | ---------------- | --------------------- | --------------------------------------------------------------------------- | --------------- | --------------- | ------------- | ----- | ------------- |
| 1  | Robin Bengtsson  | I Can’t Go On         | David Kreuger, Hamed ”K-One” Pirouzpanah, Robin Stjernberg                  | 945 977         | 85 502          | 1 031 479     | 1     | Till final    |
| 2  | Krista Siegfrids | Snurra min jord       | Krista Siegfrids, Gustaf Svenungsson, Magnus Wallin, Gabriel Alares         | 407 769         | —               | 407 769       | 7     | Utslagen      |
| 3  | Anton Hagman     | Kiss You Goodbye      | Christian Fast, Tim Schou, Henrik Nordenback                                | 811 844         | 68 796          | 880 640       | 4     | Andra chansen |
| 4  | Jasmine Kara     | Gravity               | Anderz Wrethov, Jasmine Kara                                                | 672 565         | —               | 672 565       | 6     | Utslagen      |
| 5  | Owe Thörnqvist   | Boogieman Blues       | Owe Thörnqvist                                                              | 803 452         | 158 074         | 961 526       | 2     | Till final    |
| 6  | Bella & Filippa  | Crucified             | Peter Hägerås, Mats Frisell, Jakob Stadell, Filippa Frisell, Isabella Snihs | 783 759         | 83 582          | 867 341       | 5     | Utslagen      |
| 7  | FO&O             | Gotta Thing About You | Robert "Mutt" Lange, Tony Nilsson                                           | 825 454         | 87 576          | 913 030       | 3     | Andra chansen |

- Telefon- SMS- och applikationsröster: 5 756 071 röster (nytt rekord för en deltävling)[21][18]
- Till Radiohjälpen: 557 415 kronor[21].
- TV-tittare: 3 210 000 tittare.[19]

### Deltävling 4: Skellefteå
Deltävlingen sändes från Skellefteå Kraft Arena i Skellefteå den 25 februari 2017.
Bidragen presenteras enligt startordningen.
| Nr | Artist                            | Låt                                                     | Text & musik                                                                                       | Röster Omgång 1 | Röster Omgång 2 | Total- röster | Plac. | Anmärkning     |
| -- | --------------------------------- | ------------------------------------------------------- | -------------------------------------------------------------------------------------------------- | --------------- | --------------- | ------------- | ----- | -------------- |
| 1  | Jon Henrik Fjällgren feat. Aninia | En värld full av strider (Eatneme gusnie jeenh dåaroeh) | Jon Henrik Fjällgren, Sara Biglert, Christian Schneider, Andreas Hedlund                           | 815 030         | 101 324         | 916 354       | 2     | Till final     |
| 2  | Alice                             | Running With Lions                                      | Anderz Wrethov, Denniz Jamm, Andreas "Stone" Johansson, Alice Svensson                             | 673 153         | 49 243          | 722 396       | 5     | Utslagen       |
| 3  | Les Gordons                       | Bound to Fall                                           | Jonatan Renström, Albert Björliden, Andreas Persson, Carl Ragnemyr, David Runebjörk, Jimmy Jansson | 400 845         | —               | 400 845       | 6     | Utslagen Joker |
| 4  | Wiktoria                          | As I Lay Me Down                                        | Justin Forrest, Jonas Wallin, Lauren Dyson                                                         | 987 935         | 84 445          | 1 072 380     | 1     | Till final     |
| 5  | Axel Schylström                   | När ingen ser                                           | Behshad Ashnai, Axel Schylström, David Strääf                                                      | 671 044         | 59 683          | 730 727       | 4     | Andra chansen  |
| 6  | Sara Varga & Juha Mulari          | Du får inte ändra på mig                                | Sara Varga, Lars Hägglund                                                                          | 219 558         | —               | 219 558       | 7     | Utslagen       |
| 7  | Loreen                            | Statements                                              | Anton Hård af Segerstad, Joy Deb, Linnea Deb, Loreen                                               | 768 421         | 104 230         | 872 651       | 3     | Andra chansen  |

- Telefon- SMS- och applikationsröster: 4 951 648 röster.[18]
- Till Radiohjälpen: 495 995 kronor.
- TV-tittare: 3 407 000 tittare.[19]

## Andra chansen: Linköping

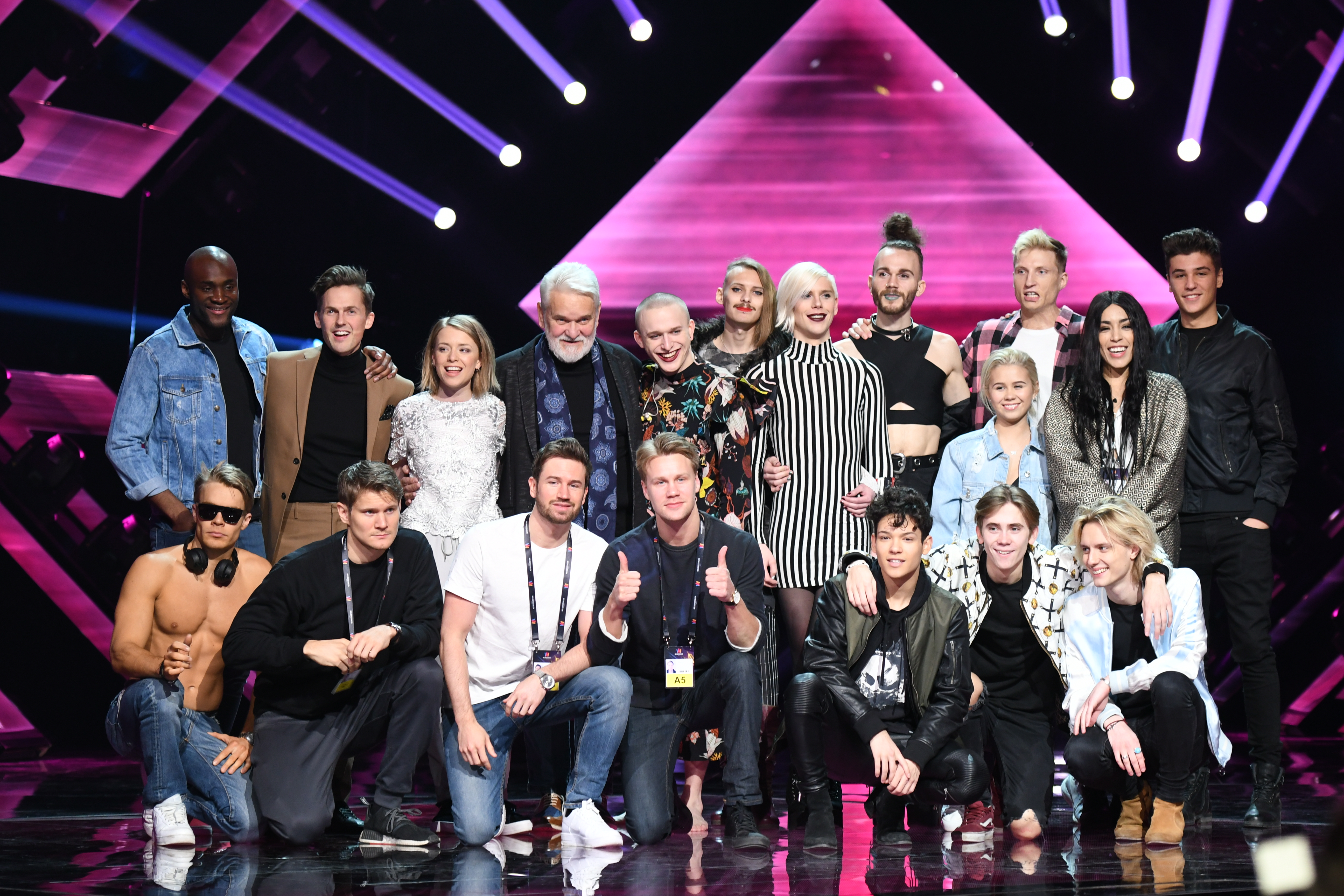
Alla deltagare och programledarna på torsdagens presskonferens.

Deltävlingen sändes från SAAB Arena i Linköping den 4 mars 2017.
Momentet innebär att de åtta bidrag som placerar sig på tredje respektive fjärde plats i deltävlingarna kommer att tävla om de fyra sista platserna i finalen. I likhet med de senaste årens Melodifestivaler tar momentet plats i en arena lördagen mellan fjärde deltävlingen och finalen, och bidragen framförs live istället för att bandade inslag visas. Till skillnad mot deltävlingarna möts bidragen denna gång i dueller, där vinnaren i varje duell går direkt till finalen. Sveriges Television bestämmer vilka bidrag som ska möta varandra i duellerna. Precis som i deltävlingarna har tittarna all makt att rösta fram vinnarna och detta sker genom telefon-, SMS- och applikationsröstning.
När varje duell startar tävlar bidragen antingen med startnummer 1 eller startnummer 2 och har tilldelade telefon- och SMS-nummer som syns hela tiden i bild så länge duellen pågår. Det går även att hjärtrösta via Melodifestivalens applikation. Efter att bägge bidragen i duellen har framförts håller telefonslussarna öppet en stund till innan duellen avslutas och resultatet läses av. Det är dock oklart om SVT väljer att vänta till slutet av sändningen innan man redovisar resultaten eller om resultatet avslöjas i slutet av duellerna.

### Startfältet
Vilka bidrag som möts i respektive duell kommer helt och hållet att avgöras av Sveriges Television själva. Startfältet redovisas i första hand efter deltävlingsordningen och i andra hand i bokstavsordning efter bidragstitel.
| Artist          | Låt                   | Text & musik                                               | Duell |
| --------------- | --------------------- | ---------------------------------------------------------- | ----- |
| Boris René      | Her Kiss              | Tim Larsson, Tobias Lundgren                               | 3     |
| De Vet Du       | Road Trip             | Johan Gunterberg, Christopher Martland                     | 1     |
| Dismissed       | Hearts Align          | Ola Salo, Peter Kvint                                      | 3     |
| Lisa Ajax       | I Don’t Give A        | Ola Svensson, Linnea Deb, Joy Deb, Anton Hård af Segerstad | 2     |
| FO&O            | Gotta Thing About You | Robert "Mutt" Lange, Tony Nilsson                          | 1     |
| Anton Hagman    | Kiss You Goodbye      | Christian Fast, Tim Schou, Henrik Nordenback               | 4     |
| Axel Schylström | När ingen ser         | Behshad Ashnai, Axel Schylström, David Strääf              | 2     |
| Loreen          | Statements            | Anton Hård af Segerstad, Joy Deb, Linnea Deb, Loreen       | 4     |

#### Dueller
| FO&O och De Vet Du. |  | Lisa Ajax och Axel Schylström. |
| FO&O och De Vet Du. |  | Lisa Ajax och Axel Schylström. |

| Boris René och Dismissed. |  | Loreen och Anton Hagman. |
| Boris René och Dismissed. |  | Loreen och Anton Hagman. |

|  | Dueller    | Dueller                    | Dueller                       |            |                               | Till final                 | Till final | Till final |  |
|  |            |                            |                               |            |                               |                            |            |            |  |
|  |            |                            |                               |            |                               |                            |            |            |  |
|  | Deltävl. 3 | Gotta Thing About You FO&O | 970 831                       |            |                               |                            |            |            |  |
|  | Deltävl. 3 | Gotta Thing About You FO&O | 970 831                       |            |                               |                            |            |            |  |
|  | Deltävl. 1 | Road Trip De Vet Du        | 860 182                       |            |                               |                            |            |            |  |
|  | Deltävl. 1 | Road Trip De Vet Du        | 860 182                       |            | Deltävl. 3                    | Gotta Thing About You FO&O | Till final |            |  |
|  |            |                            |                               |            | Deltävl. 3                    | Gotta Thing About You FO&O | Till final |            |  |
|  |            | Deltävl. 2                 | I Don’t Give A Lisa Ajax      | Till final |                               |                            |            |            |  |
|  | Deltävl. 4 | Deltävl. 2                 | I Don’t Give A Lisa Ajax      | Till final | När ingen ser Axel Schylström | 926 610                    |            |            |  |
|  | Deltävl. 4 |                            |                               |            | När ingen ser Axel Schylström | 926 610                    |            |            |  |
|  | Deltävl. 2 | I Don’t Give A Lisa Ajax   | 932 362                       |            |                               |                            |            |            |  |
|  | Deltävl. 2 | I Don’t Give A Lisa Ajax   | 932 362                       |            |                               |                            |            |            |  |
|  |            |                            |                               |            |                               |                            |            |            |  |
|  |            |                            |                               |            |                               |                            |            |            |  |
|  | Deltävl. 1 | Her Kiss Boris René        | 1 061 289                     |            |                               |                            |            |            |  |
|  | Deltävl. 1 | Her Kiss Boris René        | 1 061 289                     |            |                               |                            |            |            |  |
|  | Deltävl. 2 | Hearts Align Dismissed     | 607 015                       |            |                               |                            |            |            |  |
|  | Deltävl. 2 | Hearts Align Dismissed     | 607 015                       |            | Deltävl. 1                    | Her Kiss Boris René        | Till final |            |  |
|  |            |                            |                               |            | Deltävl. 1                    | Her Kiss Boris René        | Till final |            |  |
|  |            | Deltävl. 3                 | Kiss You Goodbye Anton Hagman | Till final |                               |                            |            |            |  |
|  | Deltävl. 3 | Deltävl. 3                 | Kiss You Goodbye Anton Hagman | Till final | Kiss You Goodbye Anton Hagman | 975 547                    |            |            |  |
|  | Deltävl. 3 |                            |                               |            | Kiss You Goodbye Anton Hagman | 975 547                    |            |            |  |
|  | Deltävl. 4 | Statements Loreen          | 889 873                       |            |                               |                            |            |            |  |

### Siffror
- Telefon- SMS- och applikationsröster: 7 223 709 röster (nytt rekord för andra chansen).[18]
- Till Radiohjälpen: 558 116 kronor.
- TV-tittare: 3 097 000 tittare.[19]

## Final: Solna
Finalen sändes från Friends Arena i Solna, lördagen den 11 mars. Clara Henry, David Lindgren och Hasse Andersson var programledare för sändningen.
I finalen tävlar 12 bidrag om segern. Åtta av dessa kommer att ha röstats vidare direkt från deltävlingarna, medan övriga fyra kommer från uppsamlingsheatet Andra chansen. Resultatet kommer att avgöras av 11 europeiska jurygrupper samt procentuell telefonröstning, som vardera delar ut 473 poäng till bidragen. Varje jurygrupp delar ut poängen 1, 2, 4, 6, 8, 10 och 12 poäng medan tittarnas poäng fördelas procentuellt utifrån hur många tittarröster varje bidrag fått. Om ett bidrag till exempel får 10 procent av tittarnas röster så ska det också få 10 procent av tittarnas 473 poäng, poäng som avrundas uppåt. Likt övriga sändningar sker tittarnas röstning genom telefon-, SMS- och hjärtröstning (genom Melodifestivalens applikation).

### Startlista
Bidragen listas nedan i startordning.
| Nr | Artist                            | Låt                                                     | Upphovsmän (Text & musik)                                                                             | Deltävl. (1) |
| -- | --------------------------------- | ------------------------------------------------------- | --- | ------------ |
| 1  | Ace Wilder                        | Wild Child                                              | Peter Boström, Thomas G:son, Ace Wilder                                                               | 1 (1)        |
| 2  | Boris René                        | Her Kiss                                                | Tim Larsson, Tobias Lundgren                                                                          | AC (1)       |
| 3  | Lisa Ajax                         | I Don’t Give A                                          | Ola Svensson, Linnea Deb, Joy Deb, Anton Hård af Segerstad                                            | AC (2)       |
| 4  | Robin Bengtsson                   | I Can’t Go On                                           | David Kreuger, Hamed Pirouzpanah, Robin Stjernberg                                                    | 3 (3)        |
| 5  | Jon Henrik Fjällgren feat. Aninia | En värld full av strider (Eatneme gusnie jeenh dåaroeh) | Jon Henrik Fjällgren, Sara Biglert, Christian Schneider, Andreas Hedlund                              | 4 (4)        |
| 6  | Anton Hagman                      | Kiss You Goodbye                                        | Christian Fast, Tim Schou, Henrik Nordenback                                                          | AC (3)       |
| 7  | Mariette                          | A Million Years                                         | Thomas G:son, Johanna Jansson, Peter Boström, Mariette Hansson, Jenny Hansson                         | 2 (2)        |
| 8  | FO&O                              | Gotta Thing About You                                   | Robert "Mutt" Lange, Tony Nilsson                                                                     | AC (3)       |
| 9  | Nano                              | Hold On                                                 | Nano Omar, Gino Yonan, Ayak, Carl Rydén, Christoffer Belaieff, Rikard de Bruin, David Francis Jackson | 1 (1)        |
| 10 | Wiktoria                          | As I Lay Me Down                                        | Justin Forrest, Jonas Wallin, Lauren Dyson                                                            | 4 (4)        |
| 11 | Benjamin Ingrosso                 | Good Lovin'                                             | Benjamin Ingrosso, Louis Schoorl, Matt Pardon                                                         | 2 (2)        |
| 12 | Owe Thörnqvist                    | Boogieman Blues                                         | Owe Thörnqvist                                                                                        | 3 (3)        |

### Poäng och placeringar
| Nr | Bidrag                                                  | Polen | Tjeckien | Norge | Italien | Malta | Israel | Frankrike | Australien | Storbritannien | Armenien | Ukraina | Jury- poäng | Telefon-, SMS- och applikationsröster | Telefon-, SMS- och applikationsröster | Telefon-, SMS- och applikationsröster | Summa | Plac. |
| Nr | Bidrag                                                  | Polen | Tjeckien | Norge | Italien | Malta | Israel | Frankrike | Australien | Storbritannien | Armenien | Ukraina | Jury- poäng | Antal                                 | Andel                                 | Poäng                                 | Summa | Plac. |
| -- | ------------------------------------------------------- | ----- | -------- | ----- | ------- | ----- | ------ | --------- | ---------- | -------------- | -------- | ------- | ----------- | ------------------------------------- | ------------------------------------- | ------------------------------------- | ----- | ----- |
| 1  | Wild Child                                              | -     | -        | -     | 6       | 10    | 2      | 2         | 2          | 12             | 1        | -       | 35          | 920 421                               | 6,8%                                  | 32                                    | 67    | 7     |
| 2  | Her Kiss                                                | 6     | 8        | 4     | -       | 2     | 4      | -         | 1          | -              | 6        | 4       | 35          | 904 646                               | 6,7%                                  | 31                                    | 66    | 8     |
| 3  | I Don’t Give A                                          | -     | 12       | 1     | -       | -     | -      | 1         | -          | -              | -        | 2       | 16          | 847 353                               | 6,2%                                  | 30                                    | 46    | 9     |
| 4  | I Can't Go On                                           | 12    | 4        | 12    | 8       | 8     | 12     | 10        | 10         | 4              | 8        | 8       | 96          | 1 435 963                             | 10,6%                                 | 50                                    | 146   | 1     |
| 5  | En värld full av strider (Eatneme gusnie jeenh dåaroeh) | 10    | -        | 2     | 12      | -     | -      | 8         | 8          | 2              | 2        | 12      | 56          | 1 395 012                             | 10,3%                                 | 49                                    | 105   | 3     |
| 6  | Kiss You Goodbye                                        | 2     | 1        | -     | 2       | -     | 1      | -         | -          | -              | -        | -       | 6           | 1 058 232                             | 7,8%                                  | 37                                    | 43    | 10    |
| 7  | A Million Years                                         | -     | 2        | -     | 10      | 6     | 8      | 12        | 6          | -              | 12       | 6       | 62          | 1 068 531                             | 7,9%                                  | 37                                    | 99    | 4     |
| 8  | Gotta Thing About You                                   | -     | -        | -     | -       | -     | 6      | -         | -          | 1              | -        | -       | 7           | 962 987                               | 7,1%                                  | 34                                    | 41    | 11    |
| 9  | Hold On                                                 | 4     | 10       | 8     | 4       | 12    | -      | 4         | 4          | 10             | 10       | 10      | 76          | 1 627 843                             | 11,9%                                 | 57                                    | 133   | 2     |
| 10 | As I Lay Me Down                                        | -     | -        | 6     | -       | 4     | -      | 6         | -          | 8              | 4        | 1       | 29          | 1 474 526                             | 10,9%                                 | 51                                    | 80    | 6     |
| 11 | Good Lovin'                                             | 8     | 6        | 10    | 1       | 1     | 10     | -         | 12         | 6              | -        | -       | 54          | 961 104                               | 7,1%                                  | 33                                    | 87    | 5     |
| 12 | Boogieman Blues                                         | 1     | -        | -     | -       | -     | -      | -         | -          | -              | -        | -       | 1           | 910 160                               | 6,7%                                  | 32                                    | 33    | 12    |

#### Juryuppläsare
Följande personer läste upp juryländernas poäng i finalen:
- Armenien: Iveta Mukutjian
- Australien: Stephanie Werret
- Storbritannien: Simon Proctor
- Frankrike: Edoardo Grassi
- Israel: Tali Eshkoli
- Italien: Nicola Caligiore
- Malta: Gordon Bonello
- Norge: Anette Lauenborg Waaler
- Polen: Mateusz Grzesinski
- Tjeckien: Jan Bors
- Ukraina: Victoria Romanova

### Siffror
- Telefon- SMS- och applikationsröster: 13 566 778  röster (nytt rekord för en deltävling/final).[18]
- Till Radiohjälpen: 3 736 592 kronor.
- TV-tittare: 3 794 000 tittare.[23]

## Galleri

### Deltävling 1

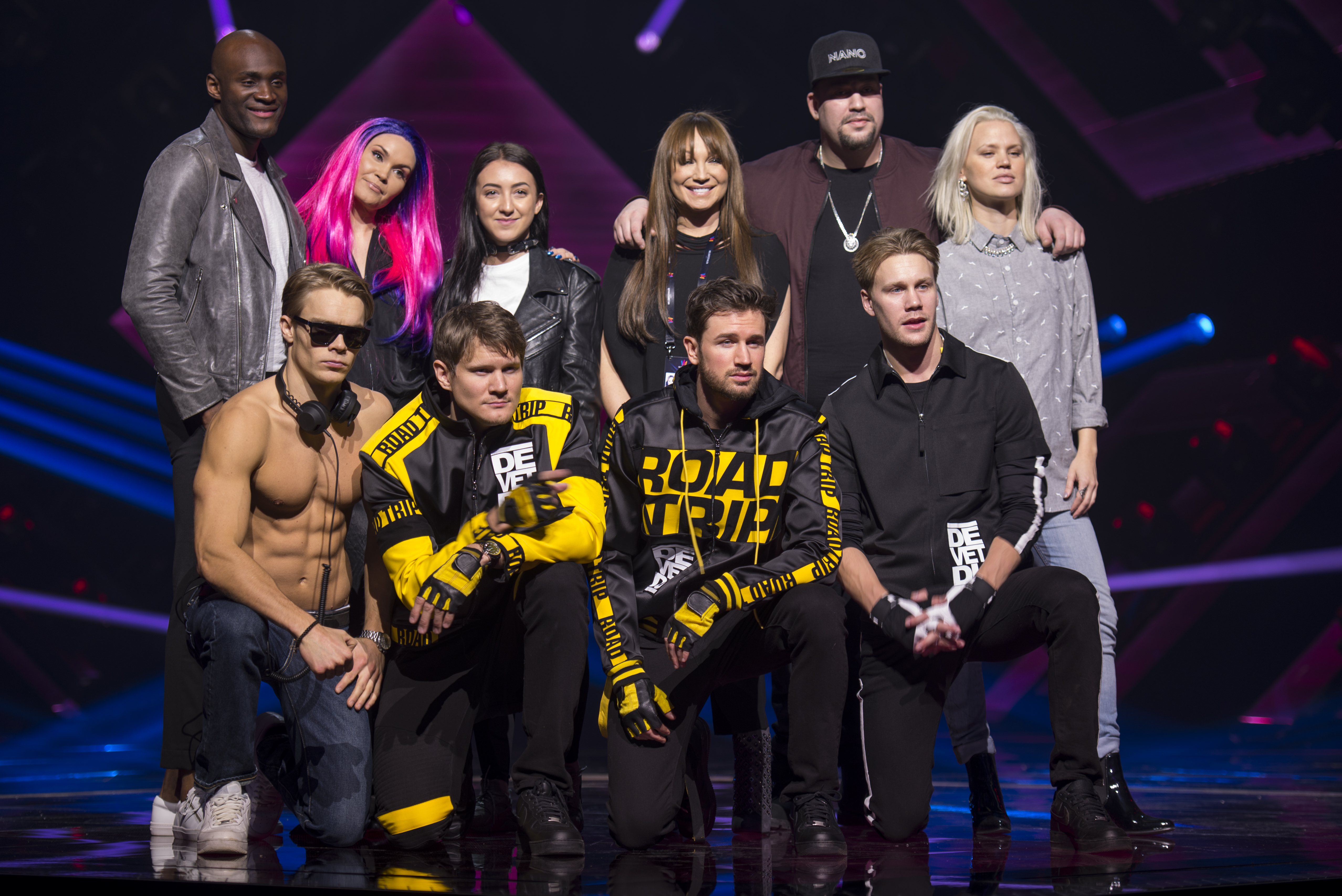
De tävlande artisterna i Göteborg.
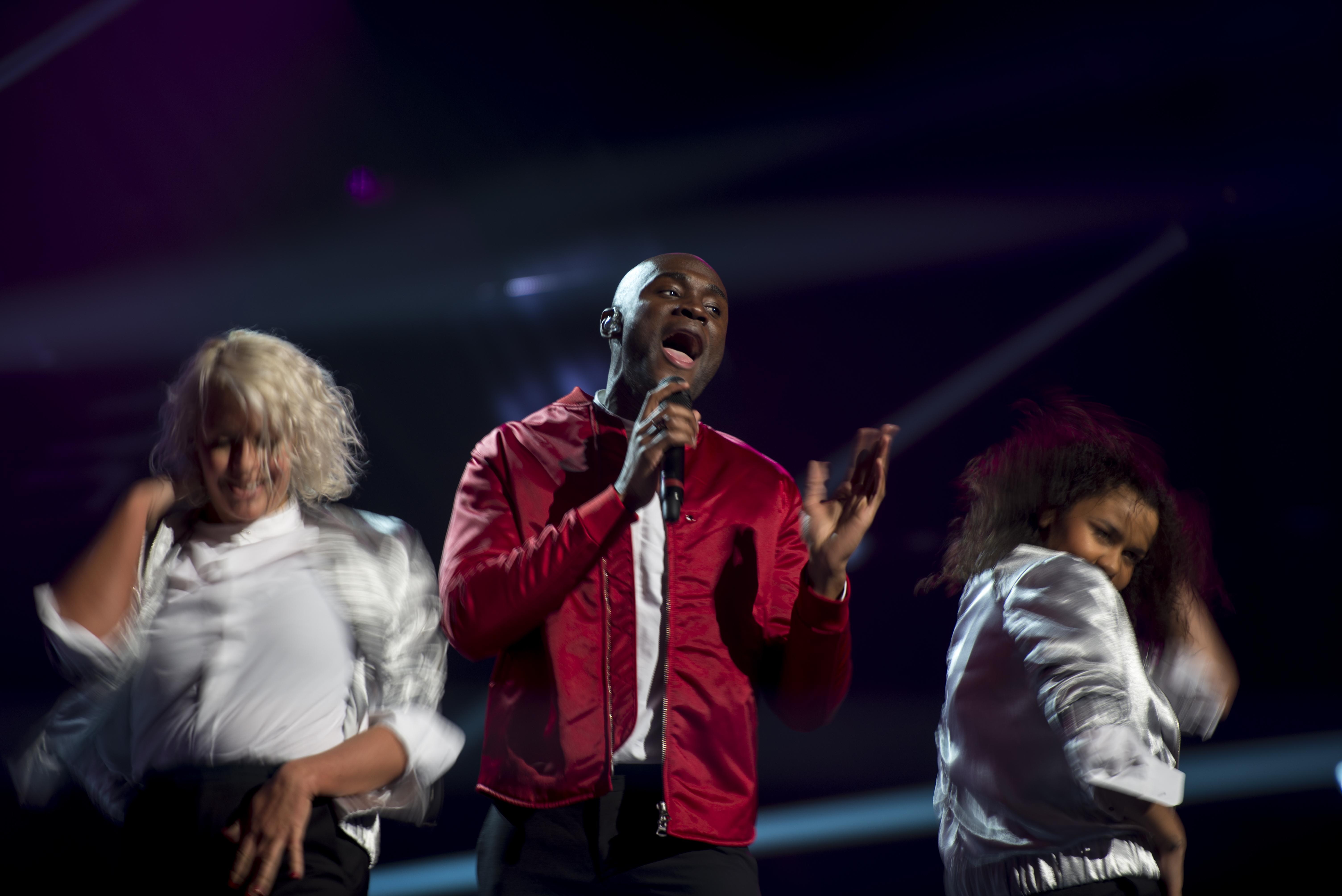
Boris René - Her Kiss
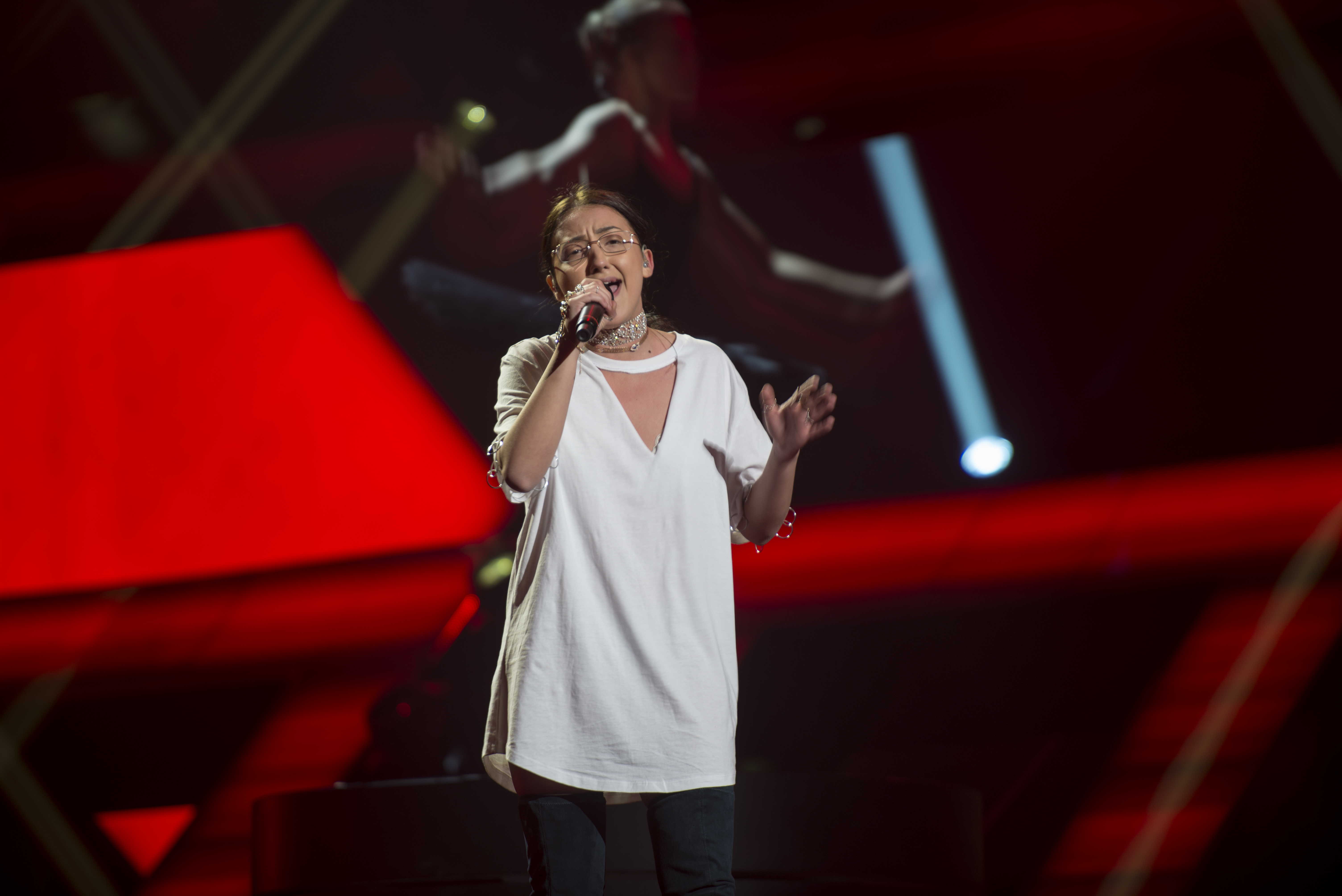
Adrijana - Amare
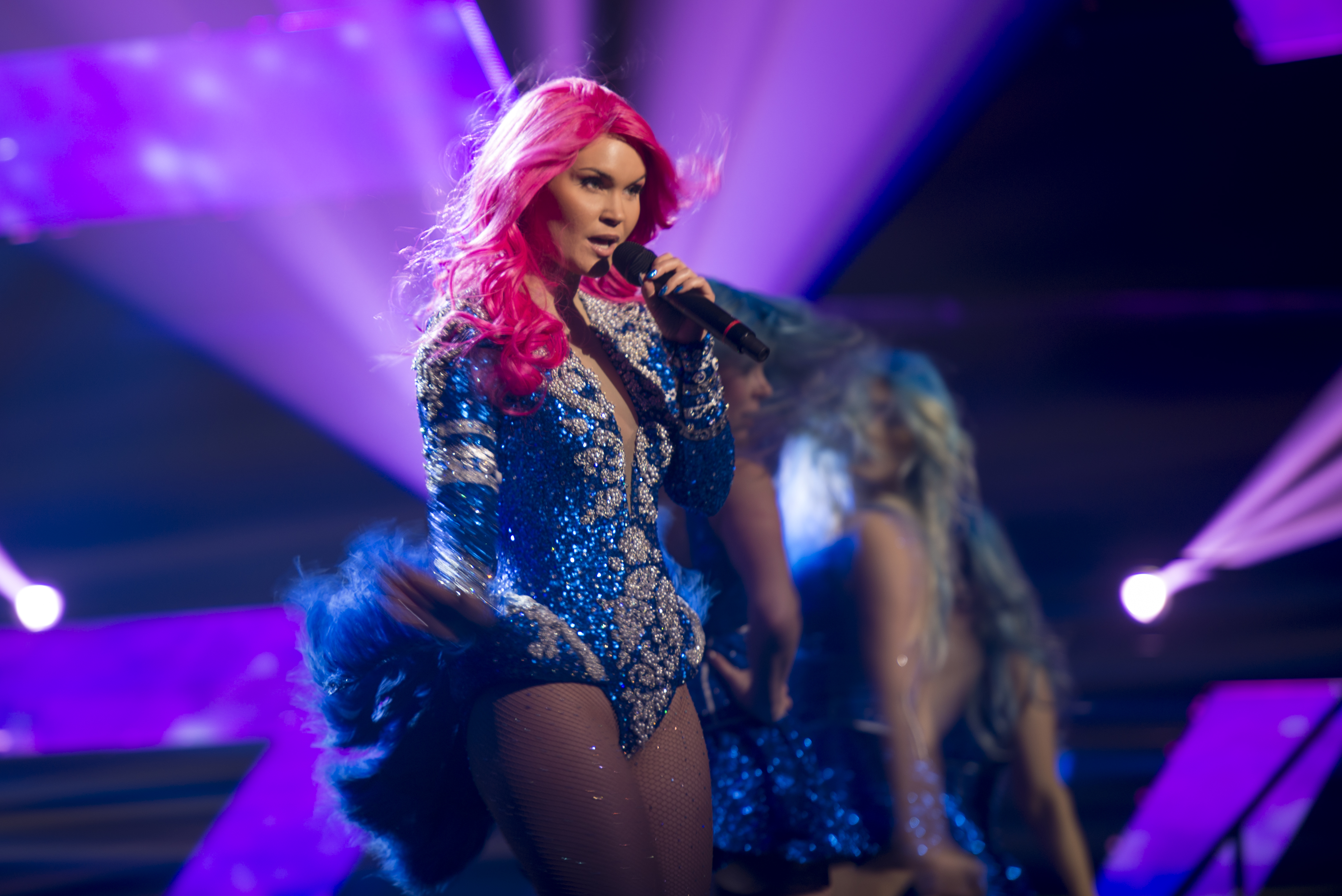
Dinah Nah - One More Night
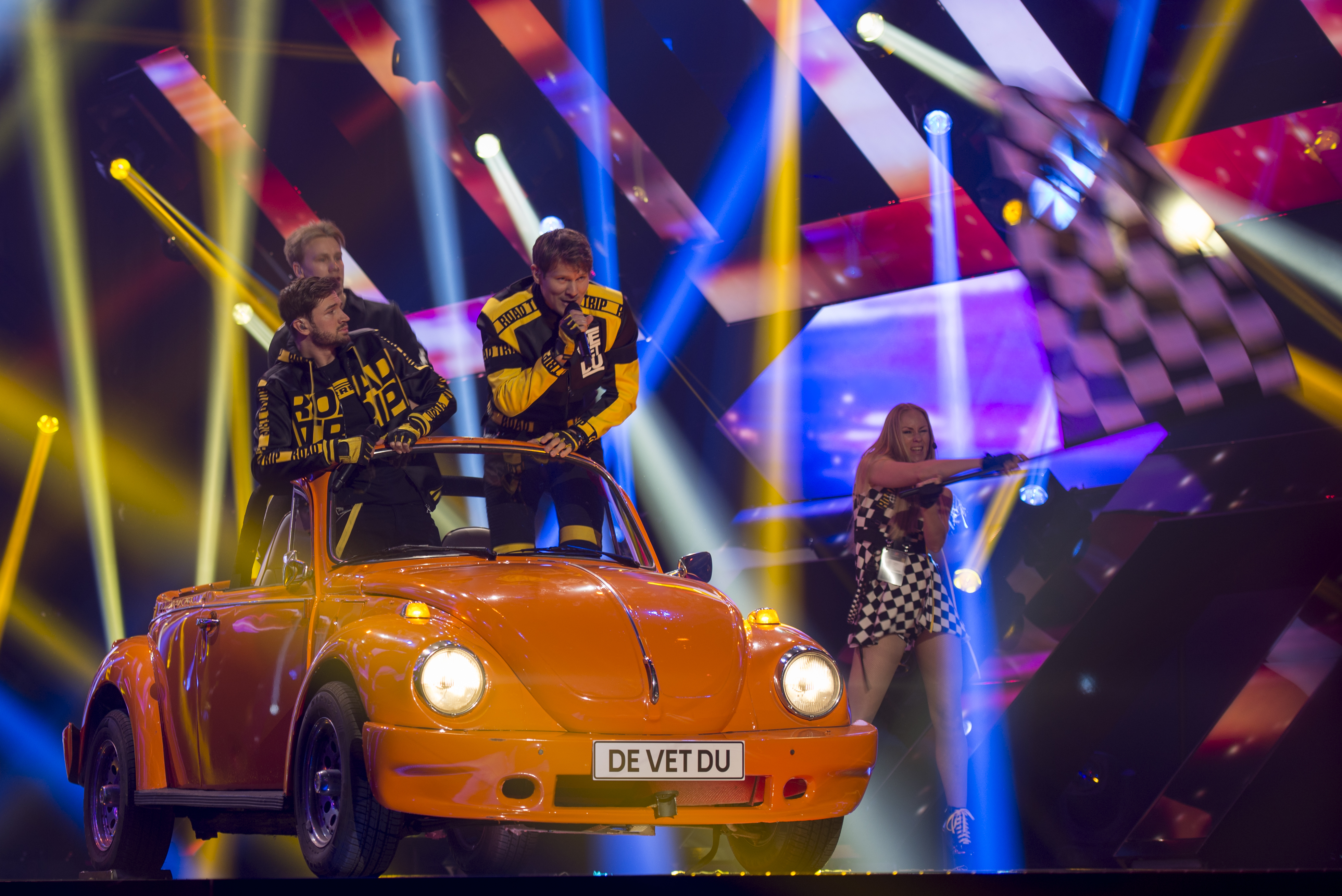
De Vet Du - Road Trip
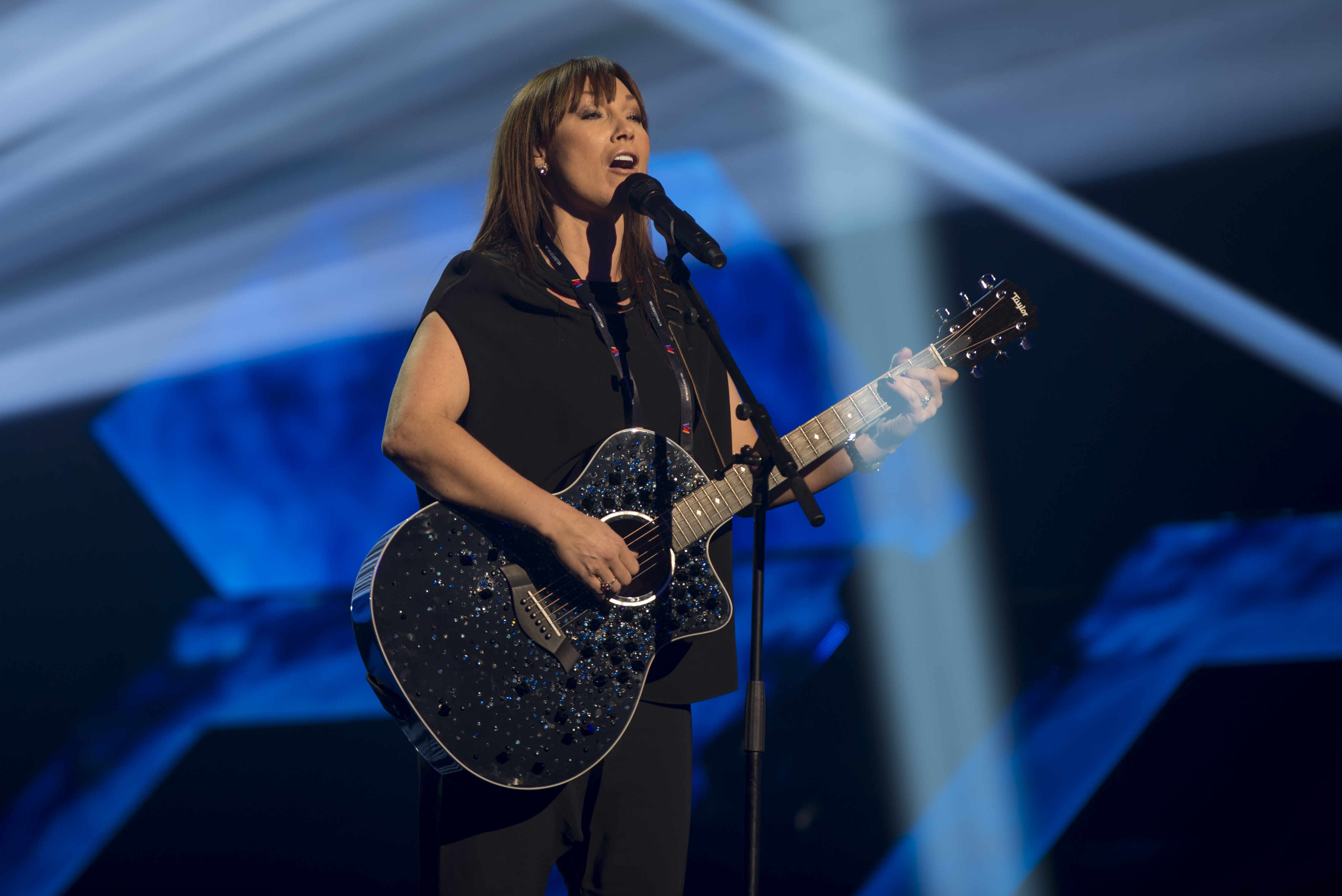
Charlotte Perrelli - Mitt liv
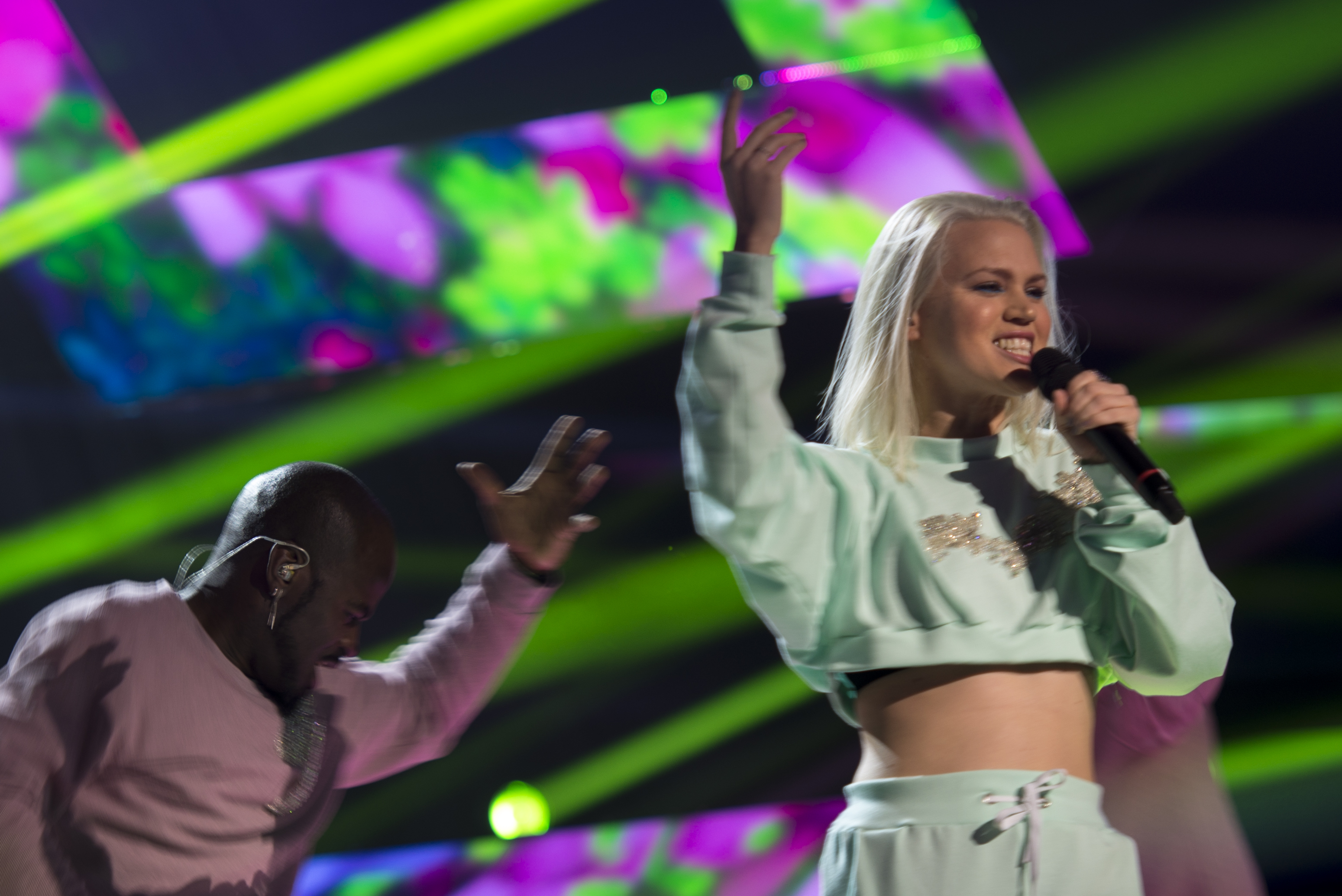
Ace Wilder - Wild Child
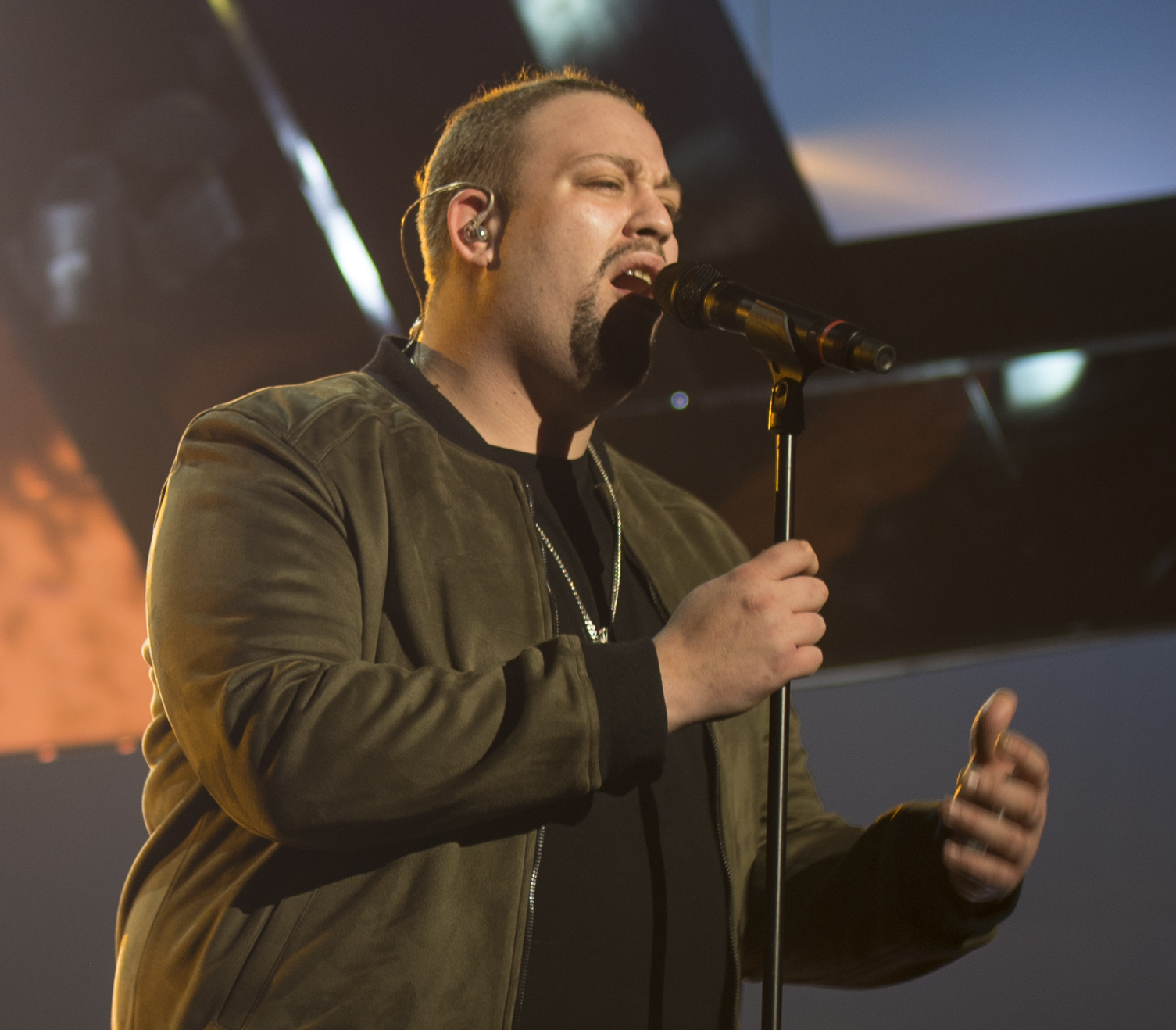
Nano - Hold On

### Deltävling 2

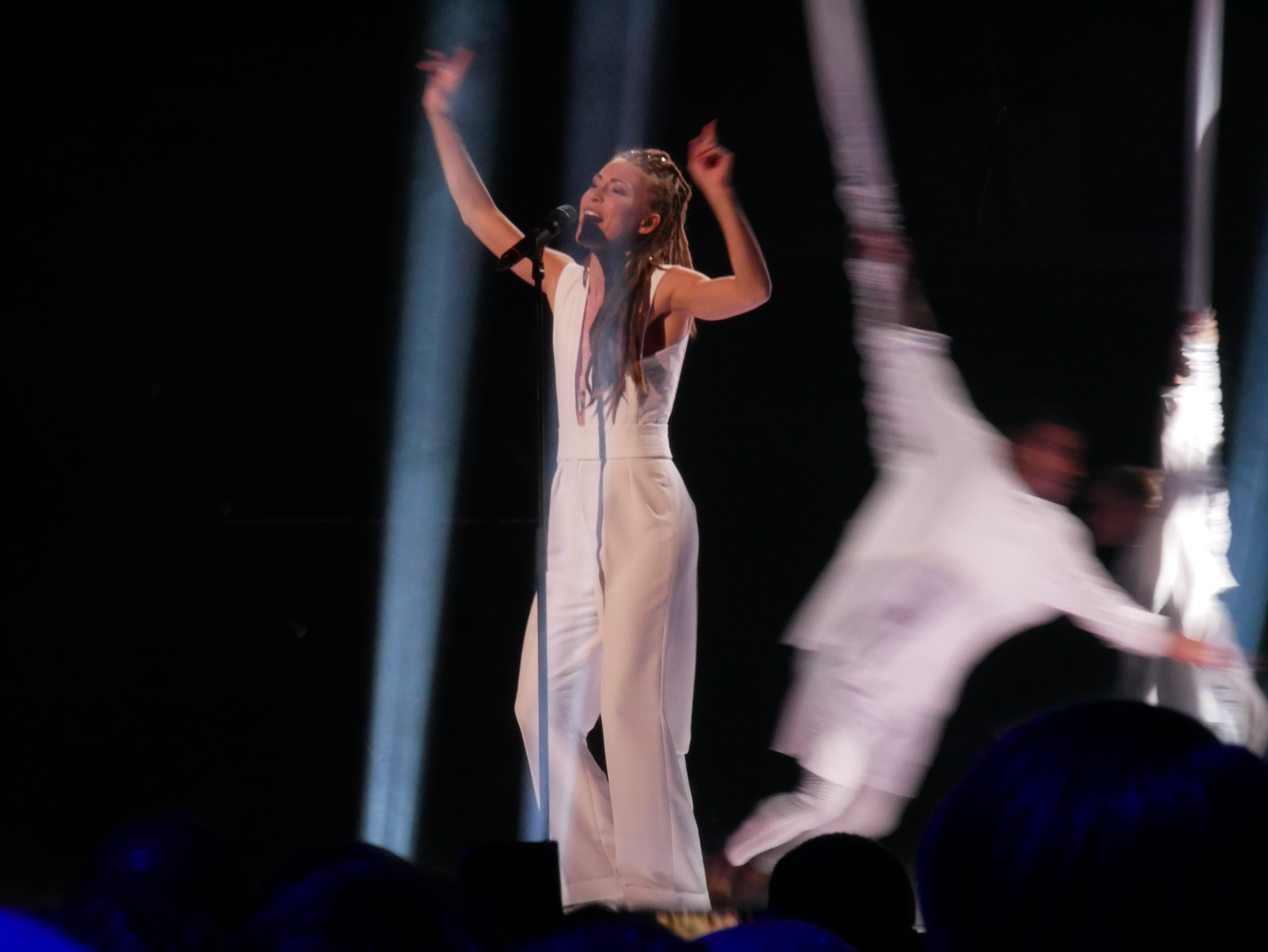
Mariette.
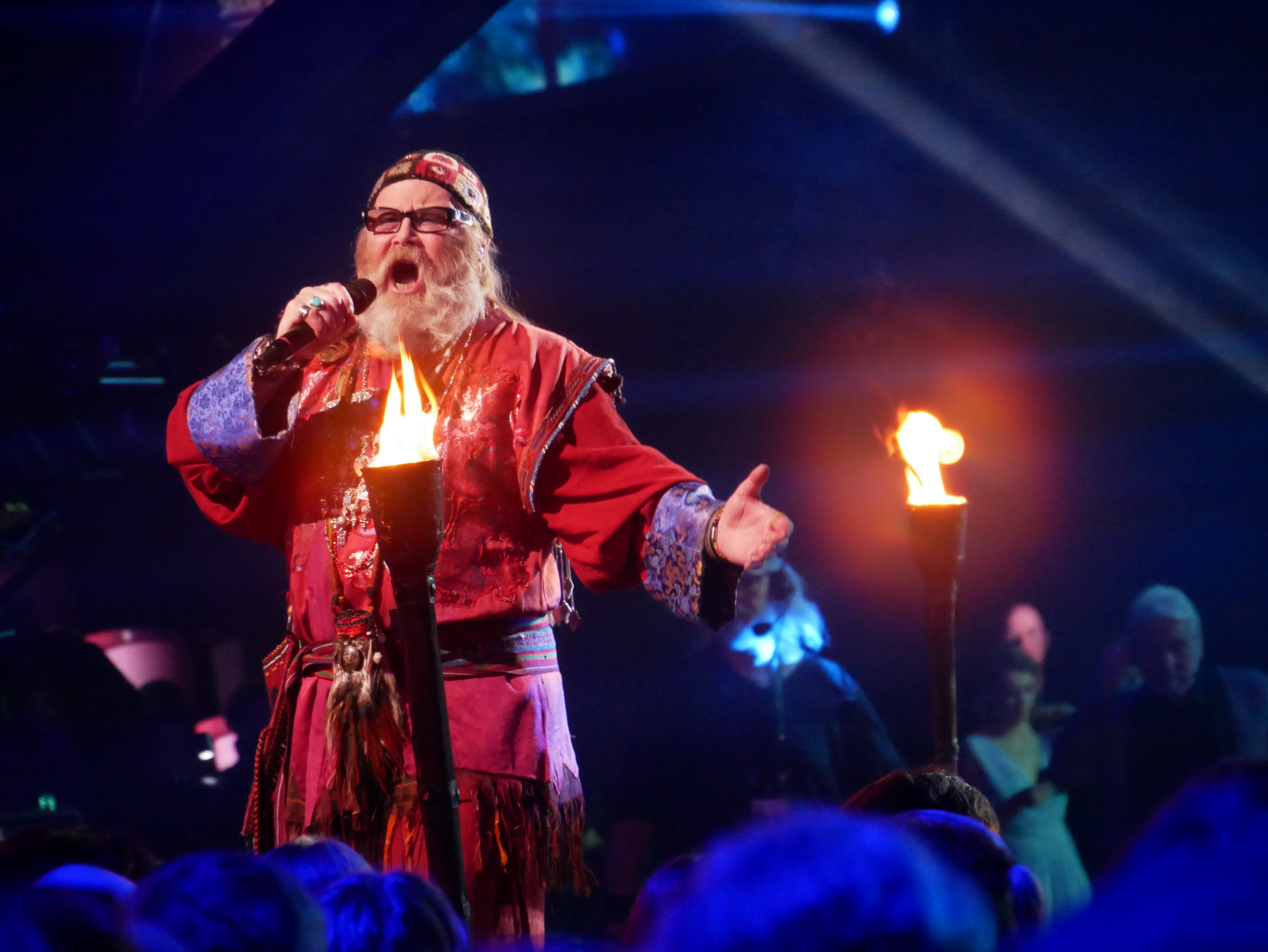
Roger Pontare.
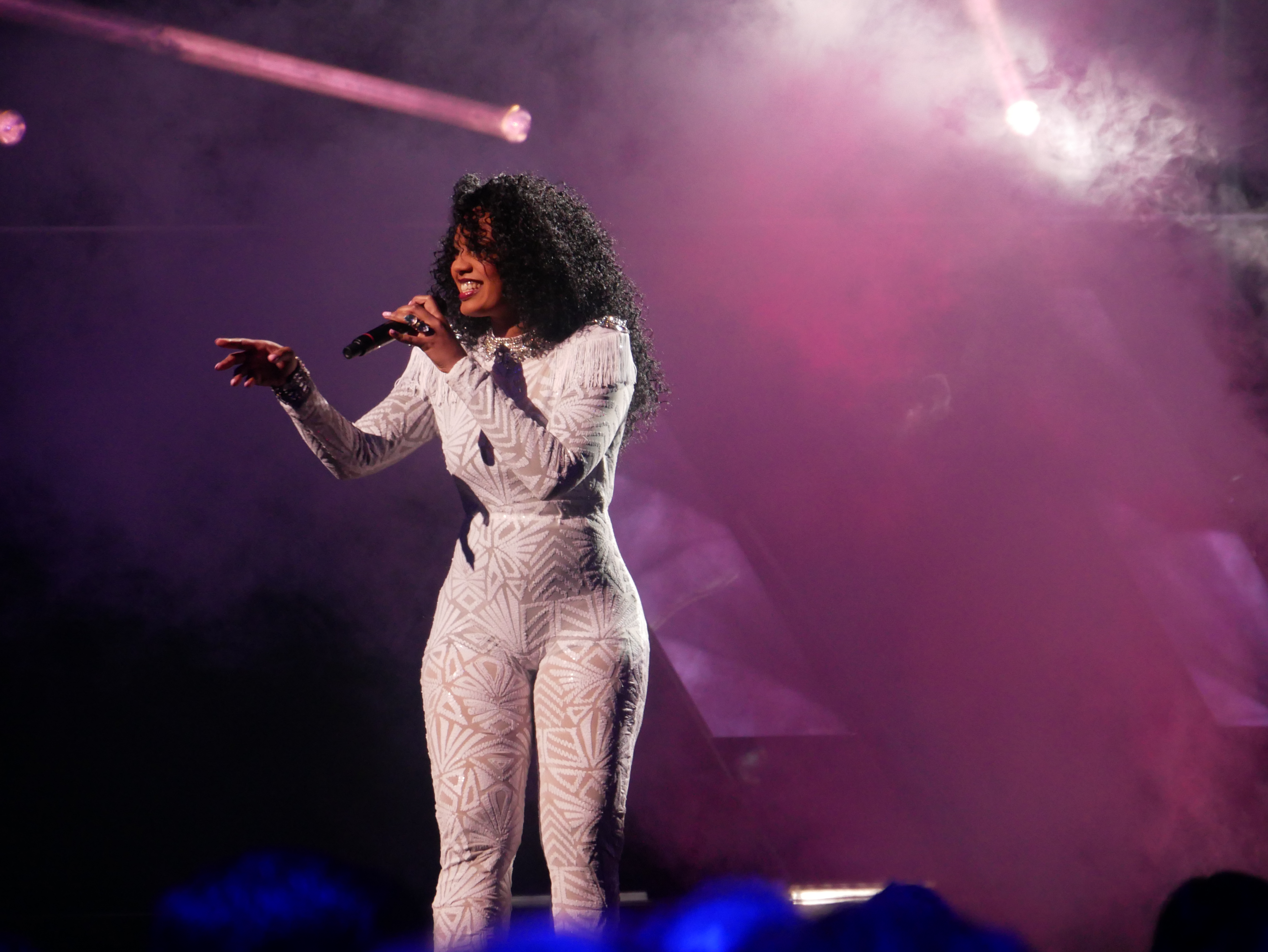
Etzia.
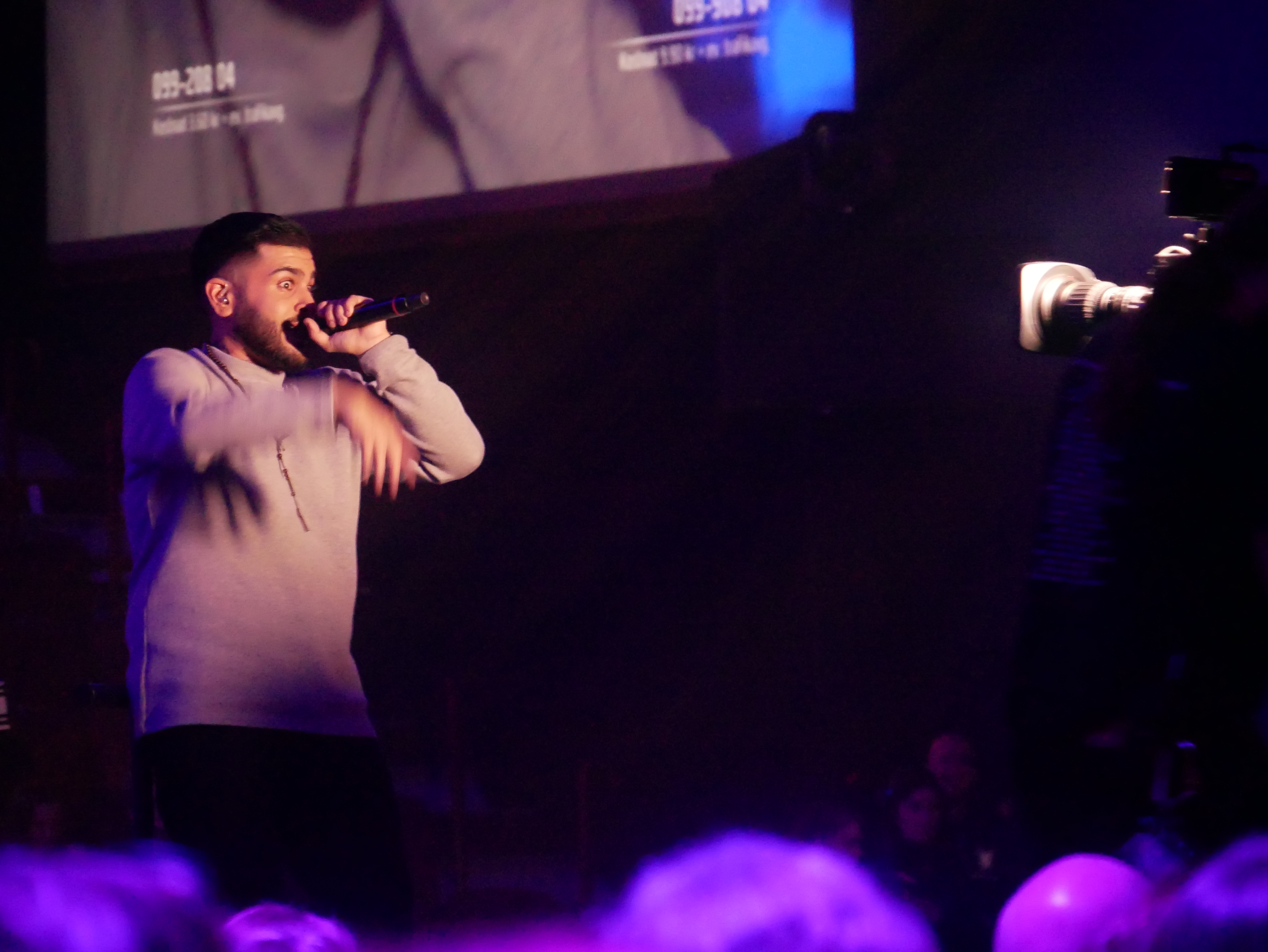
Allyawan.
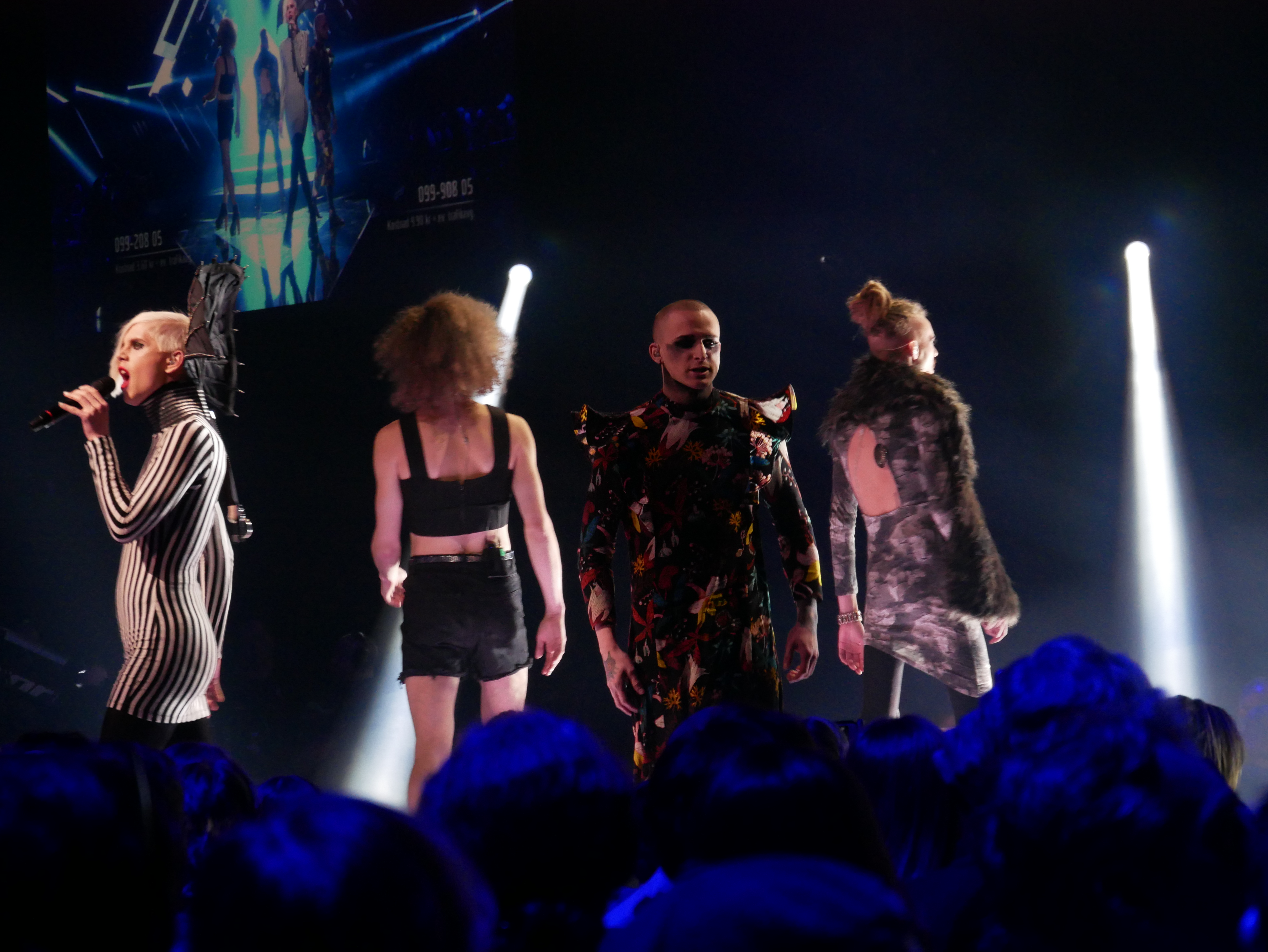
Dismissed.
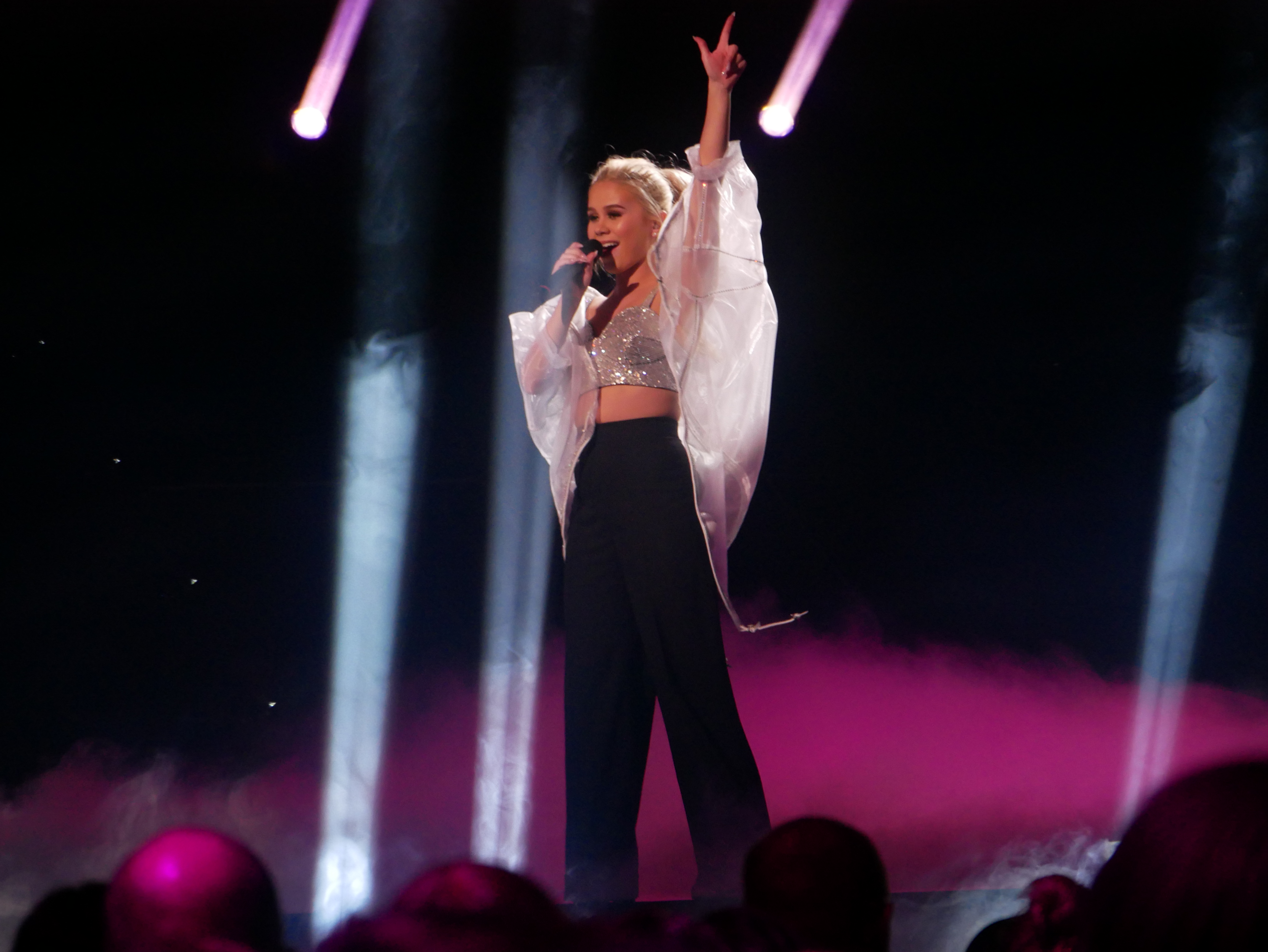
Lisa Ajax.
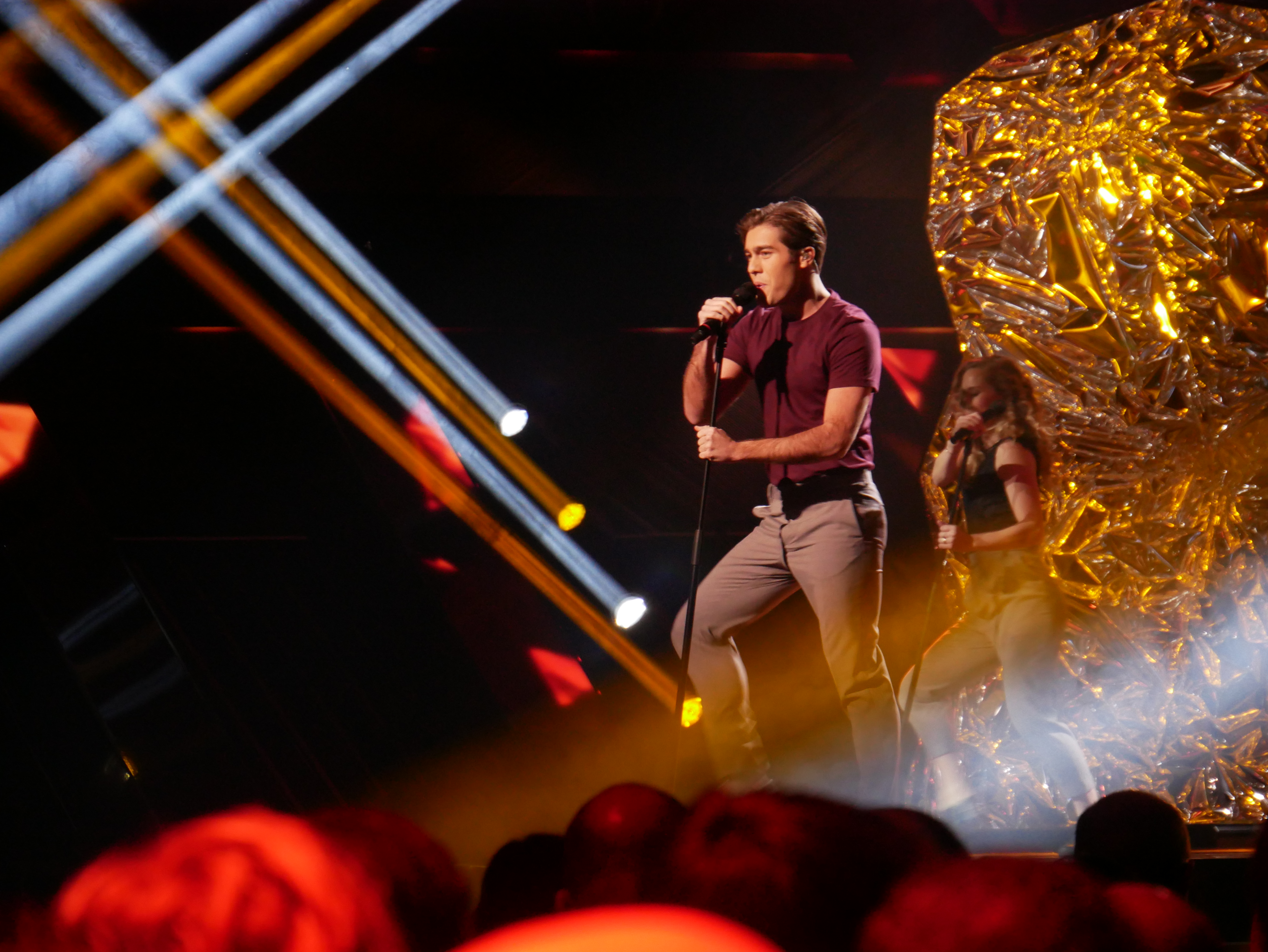
Benjamin Ingrosso.

### Deltävling 3

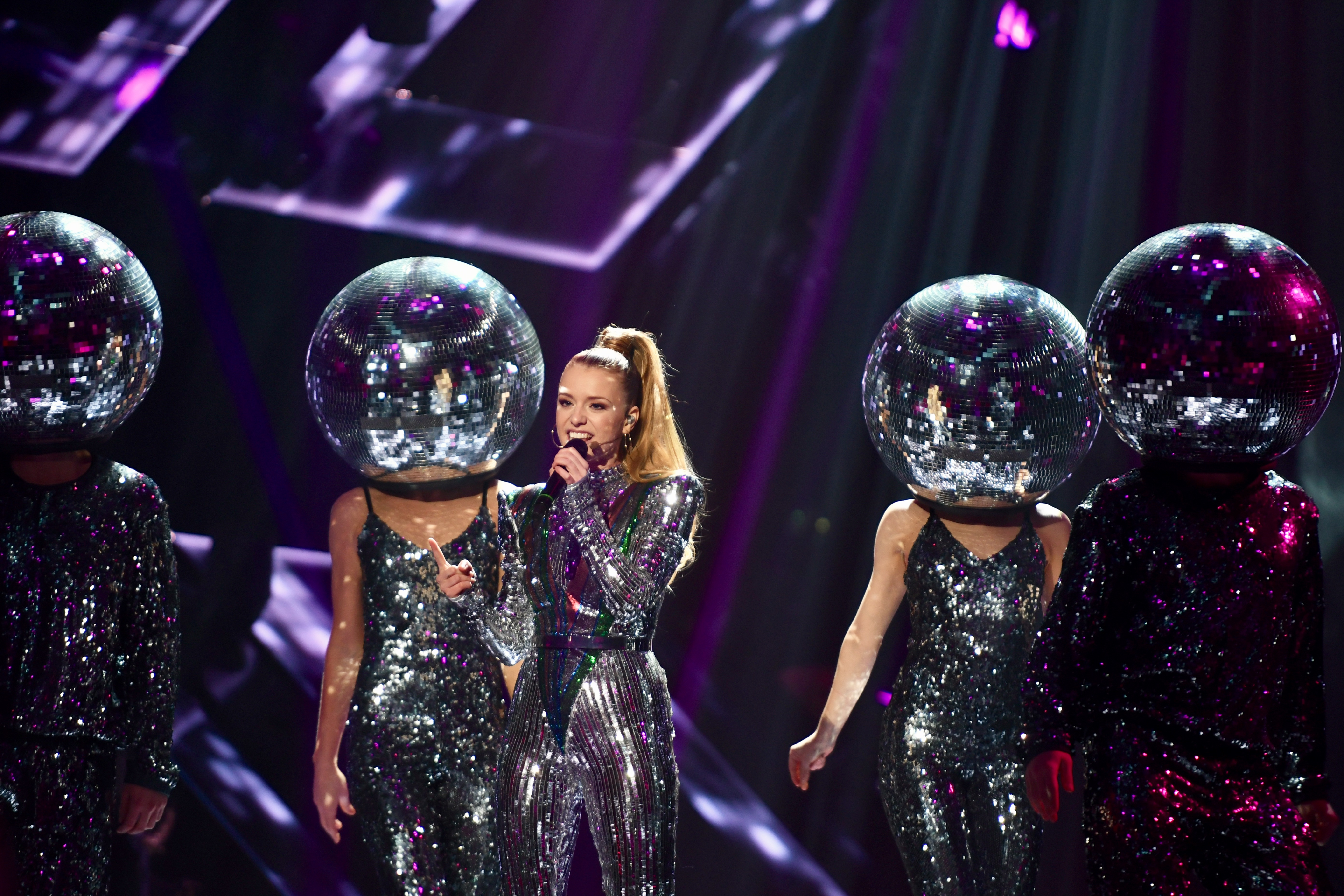
Clara Henry framför mellanakten "Världen behöver just dig".
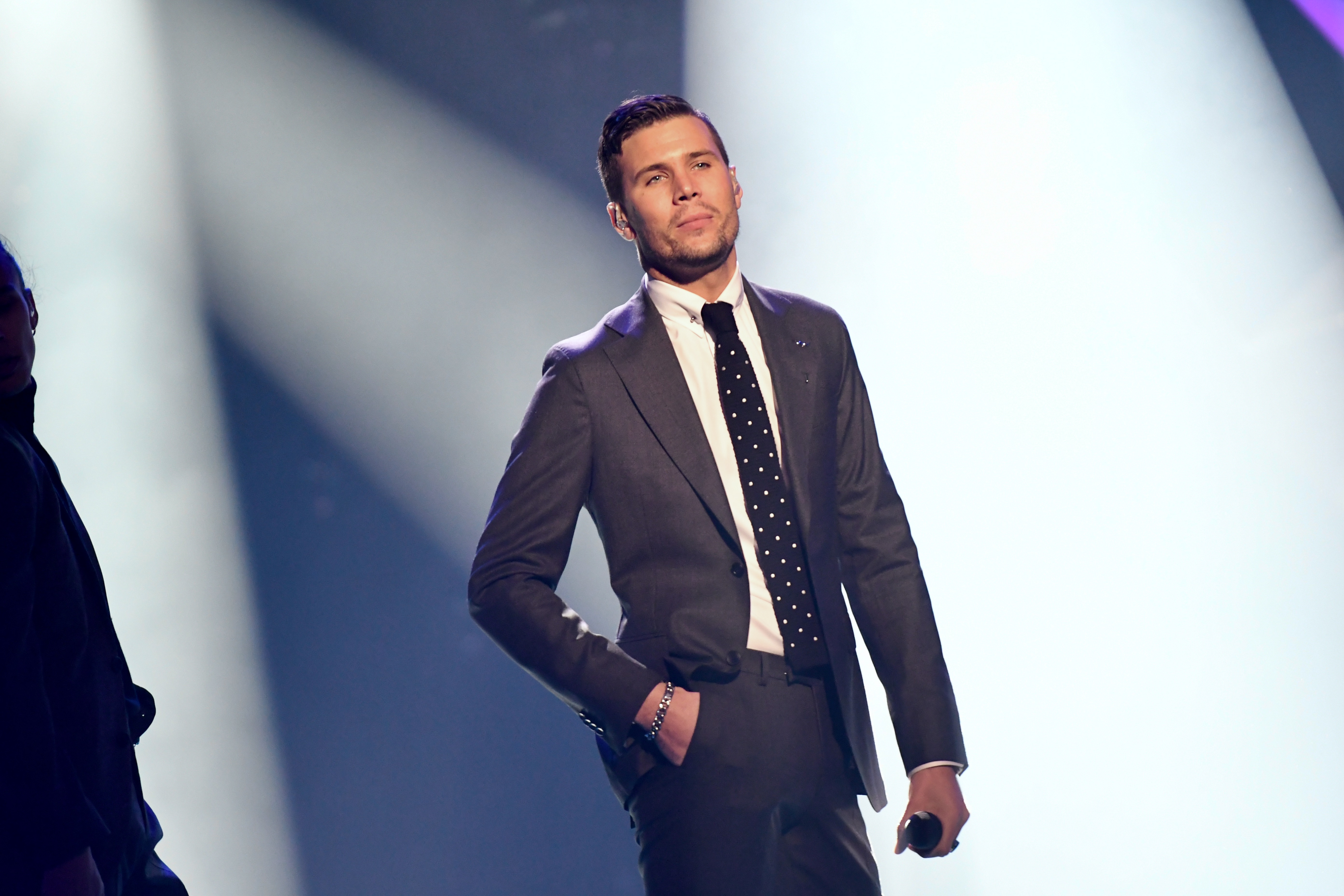
Robin Bengtsson.
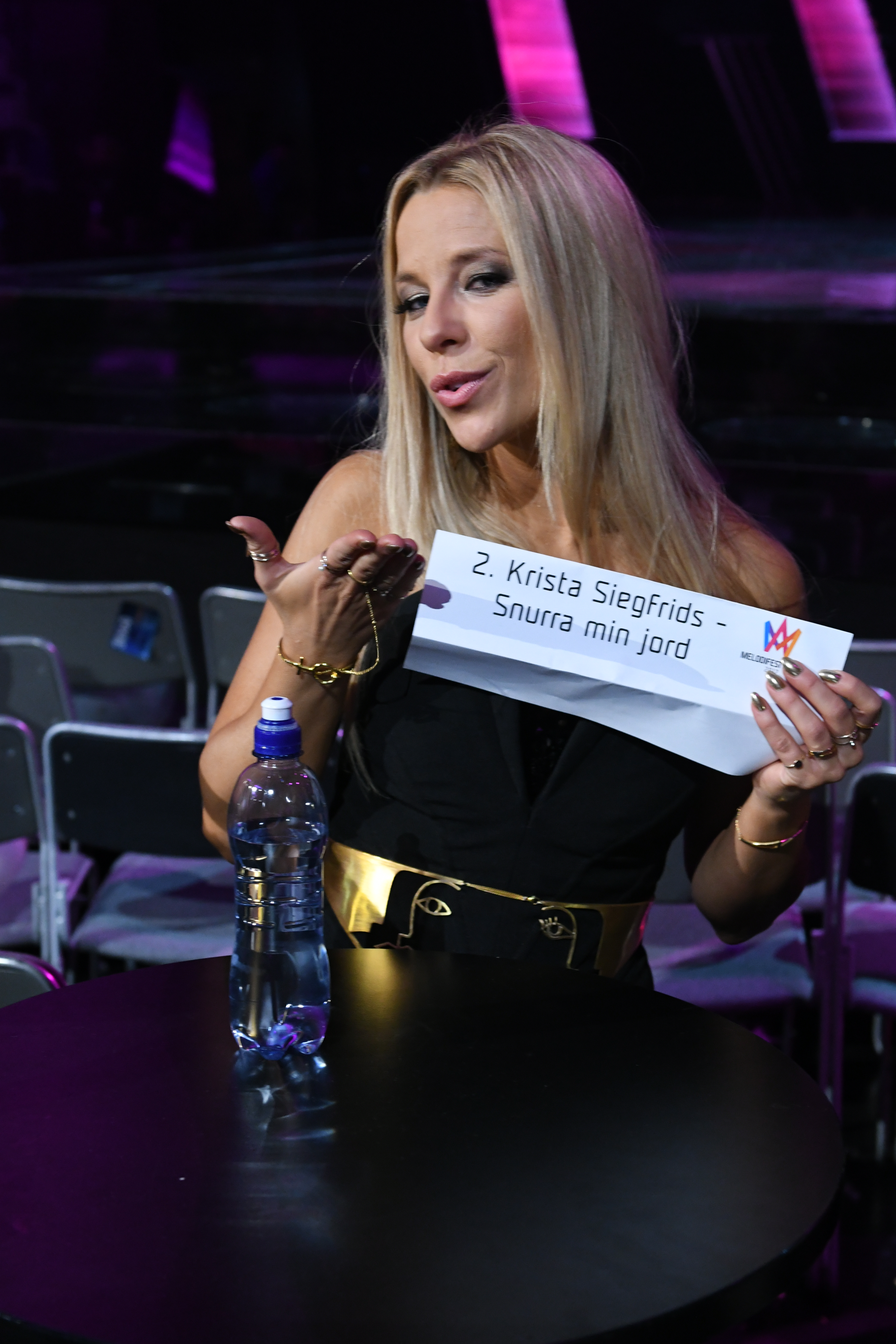
Krista Siegfrids.
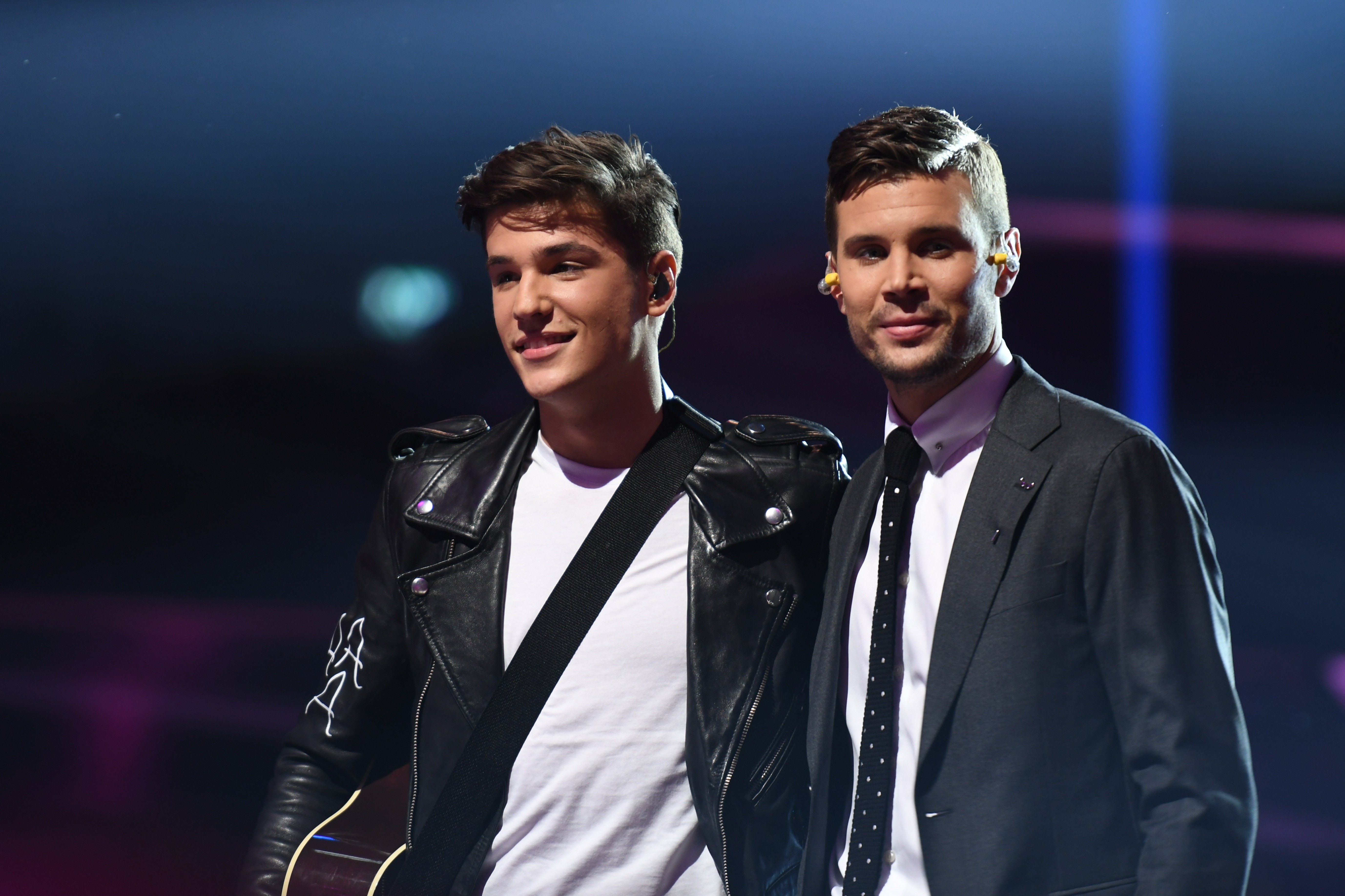
Anton Hagman och Robin Bengtsson.
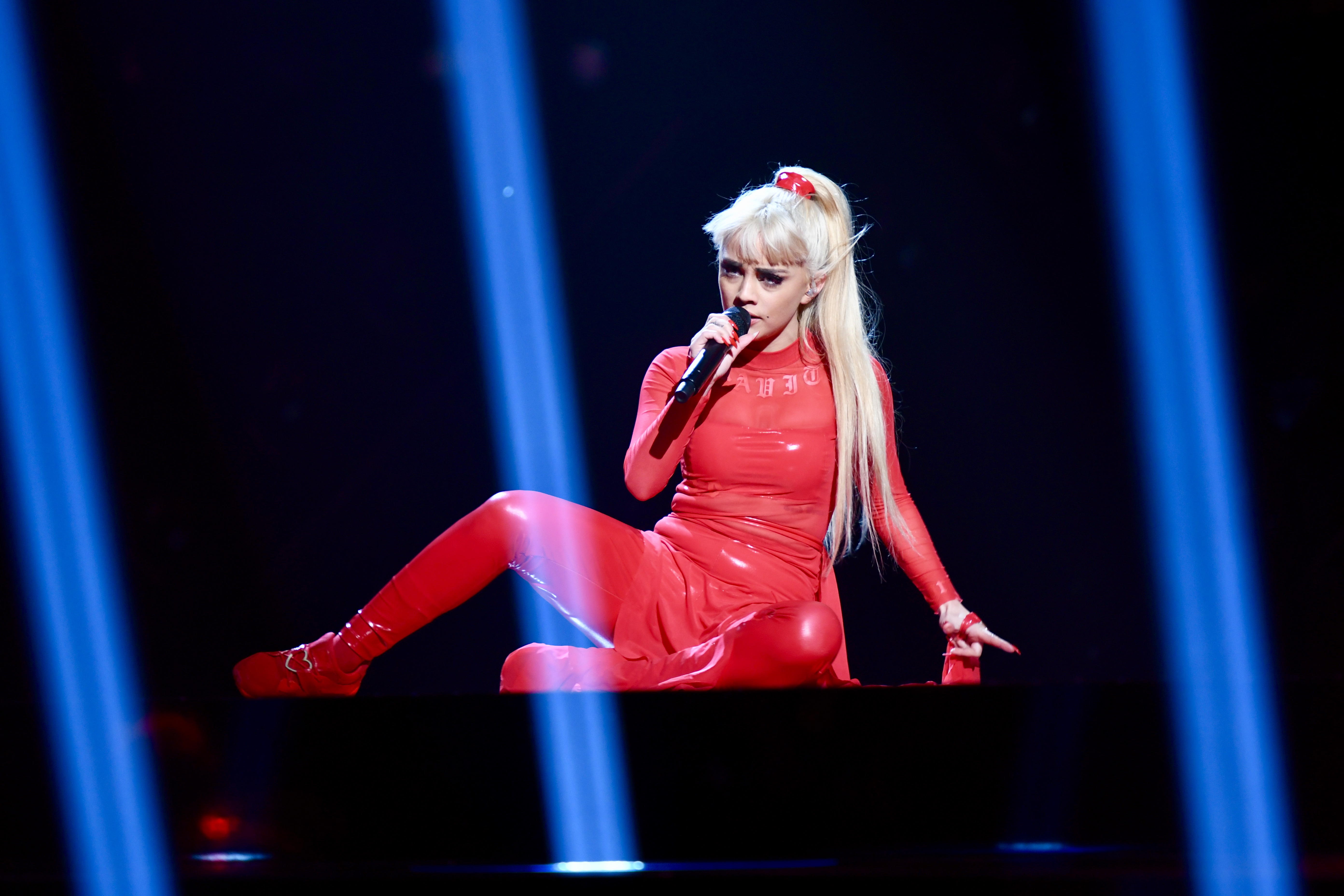
Jasmine Kara.
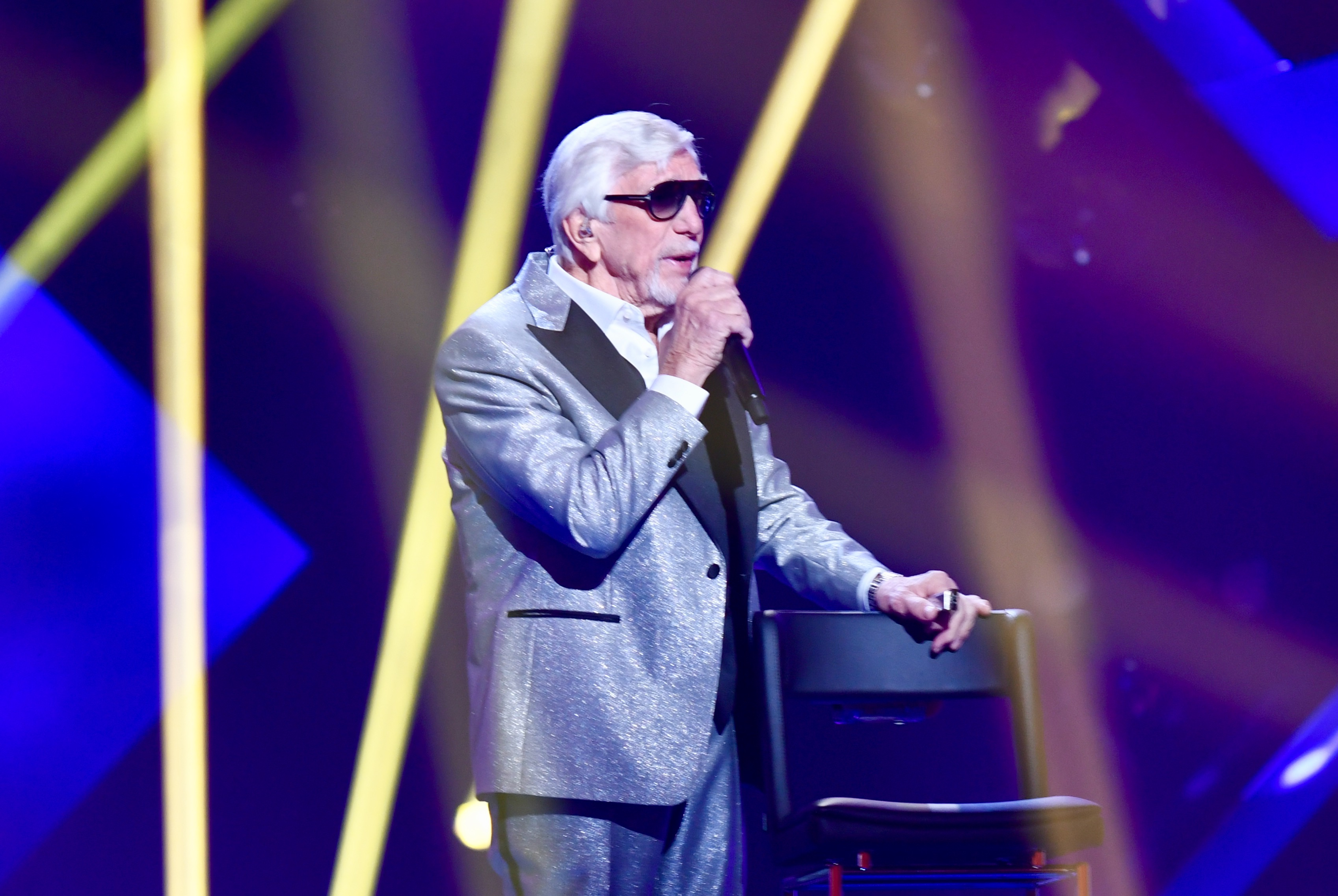
Owe Thörnqvist.
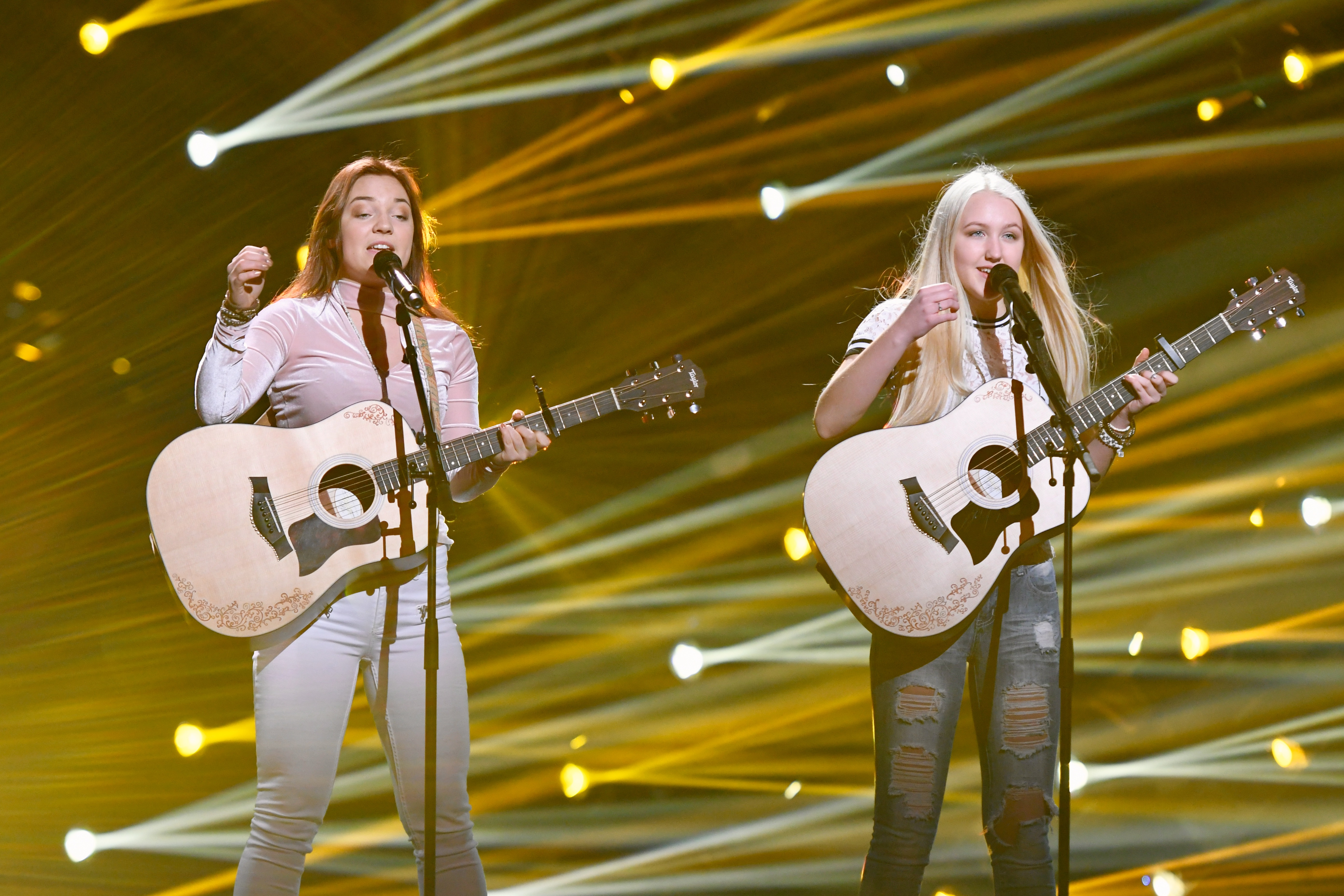
Bella & Filippa.
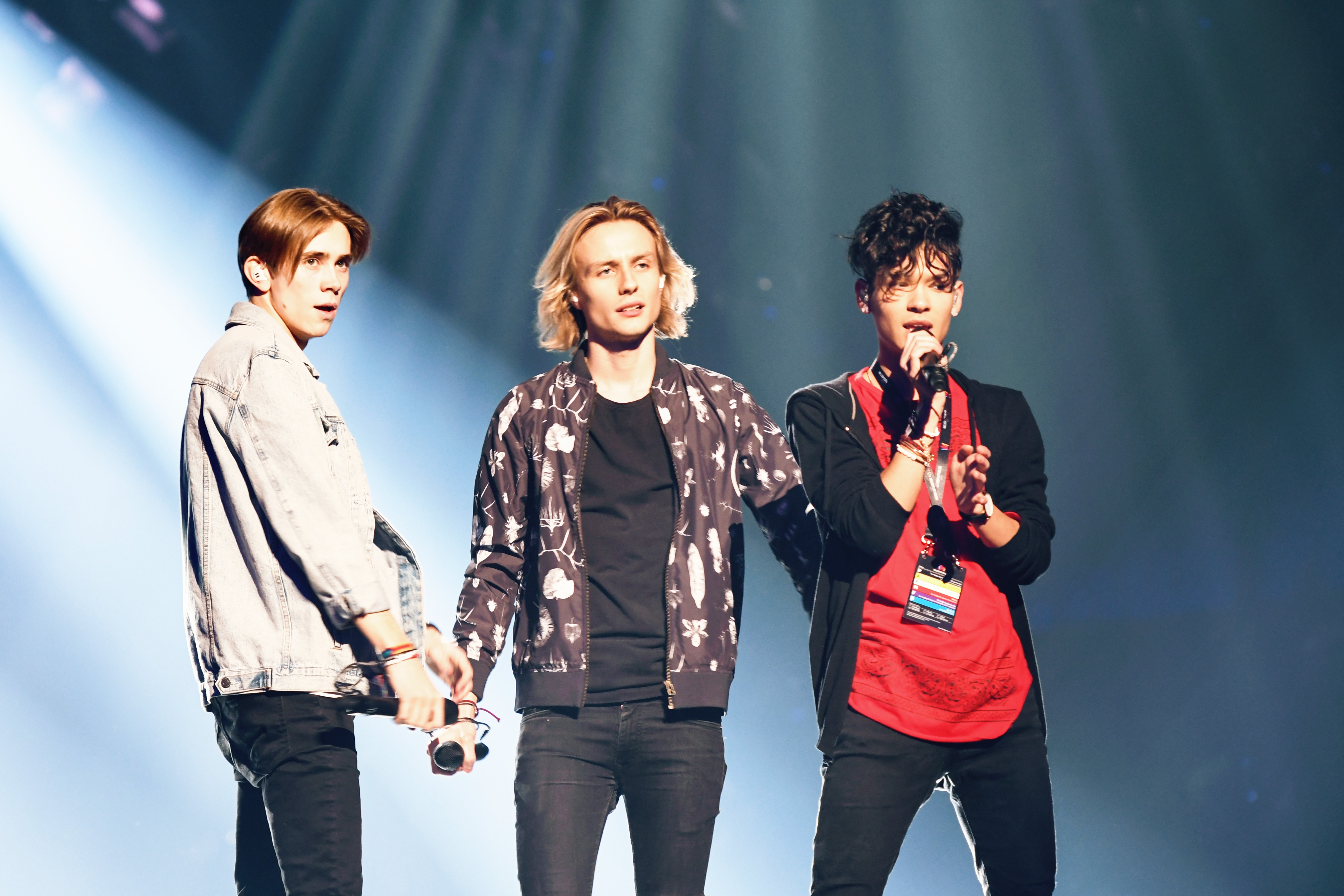
FO&O.

### Andra chansen

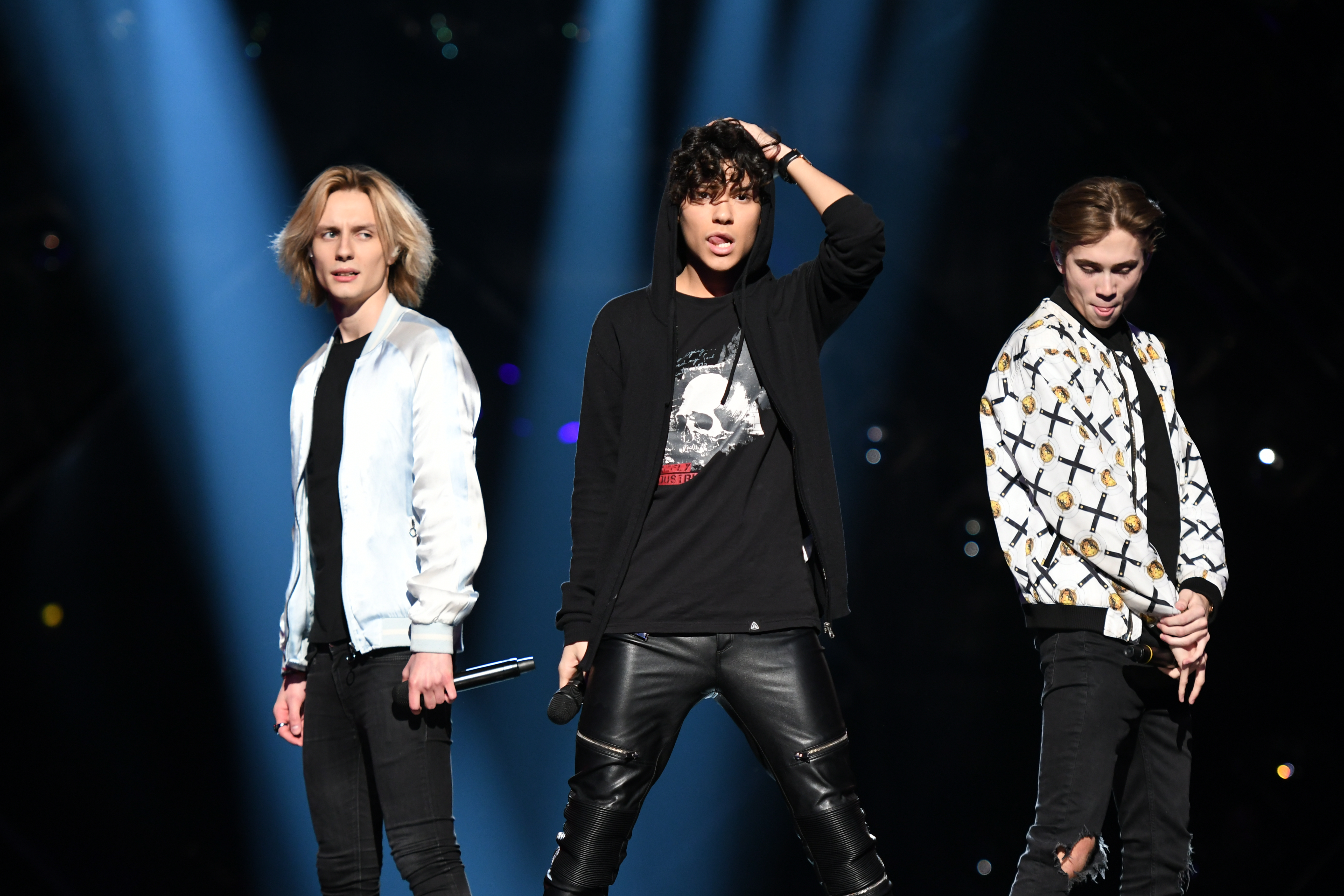
FO&O.
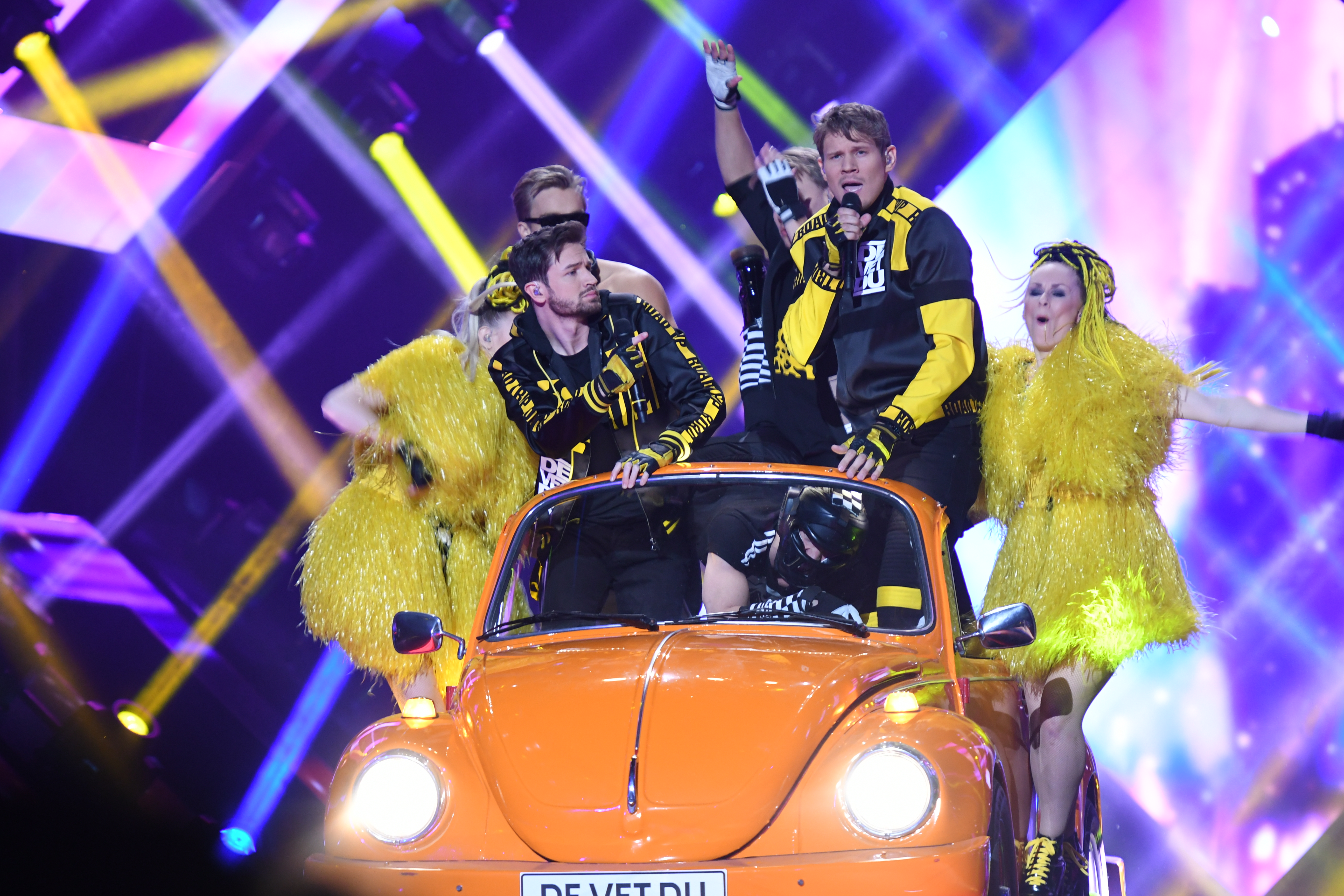
De Vet Du.
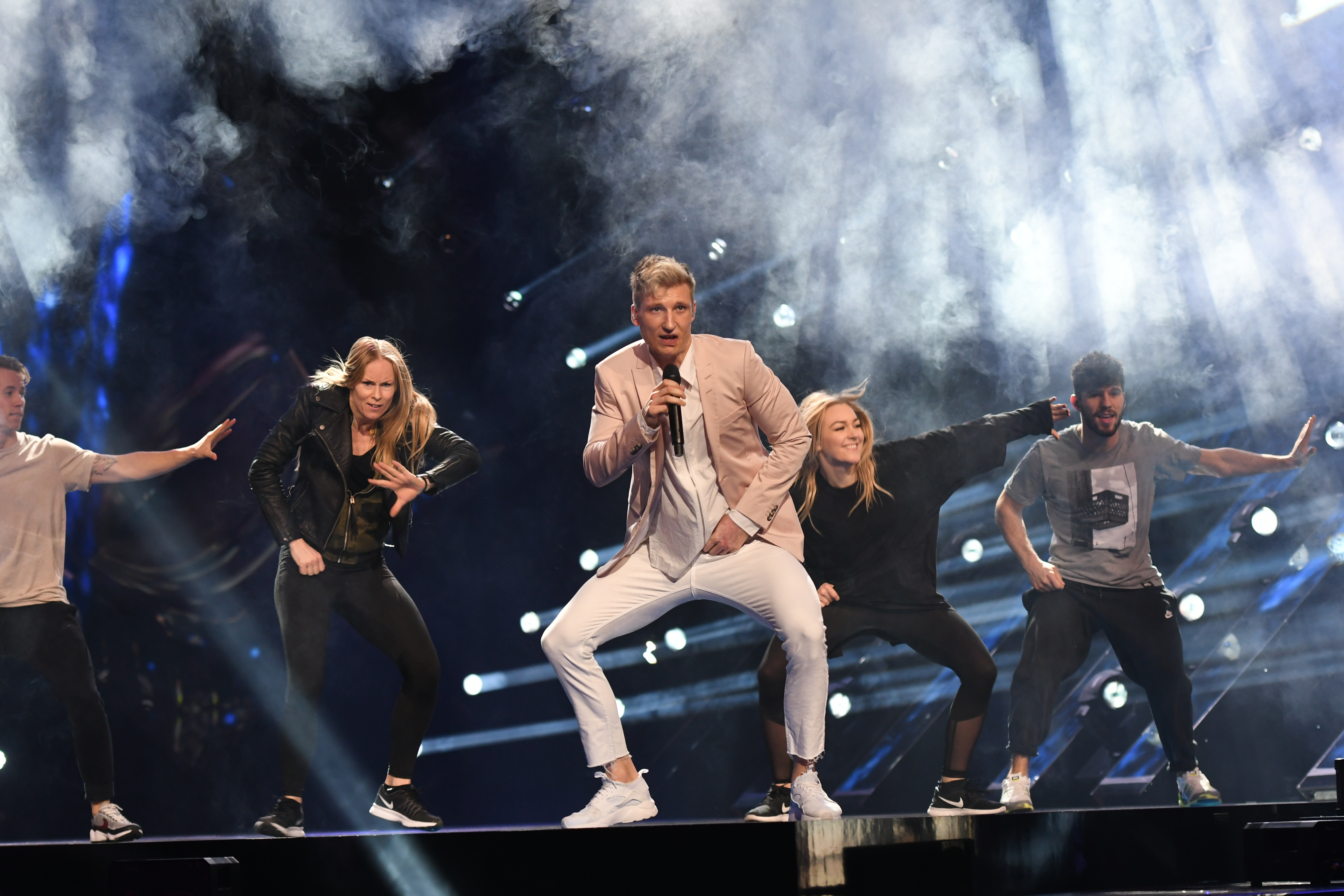
Axel Schylström.
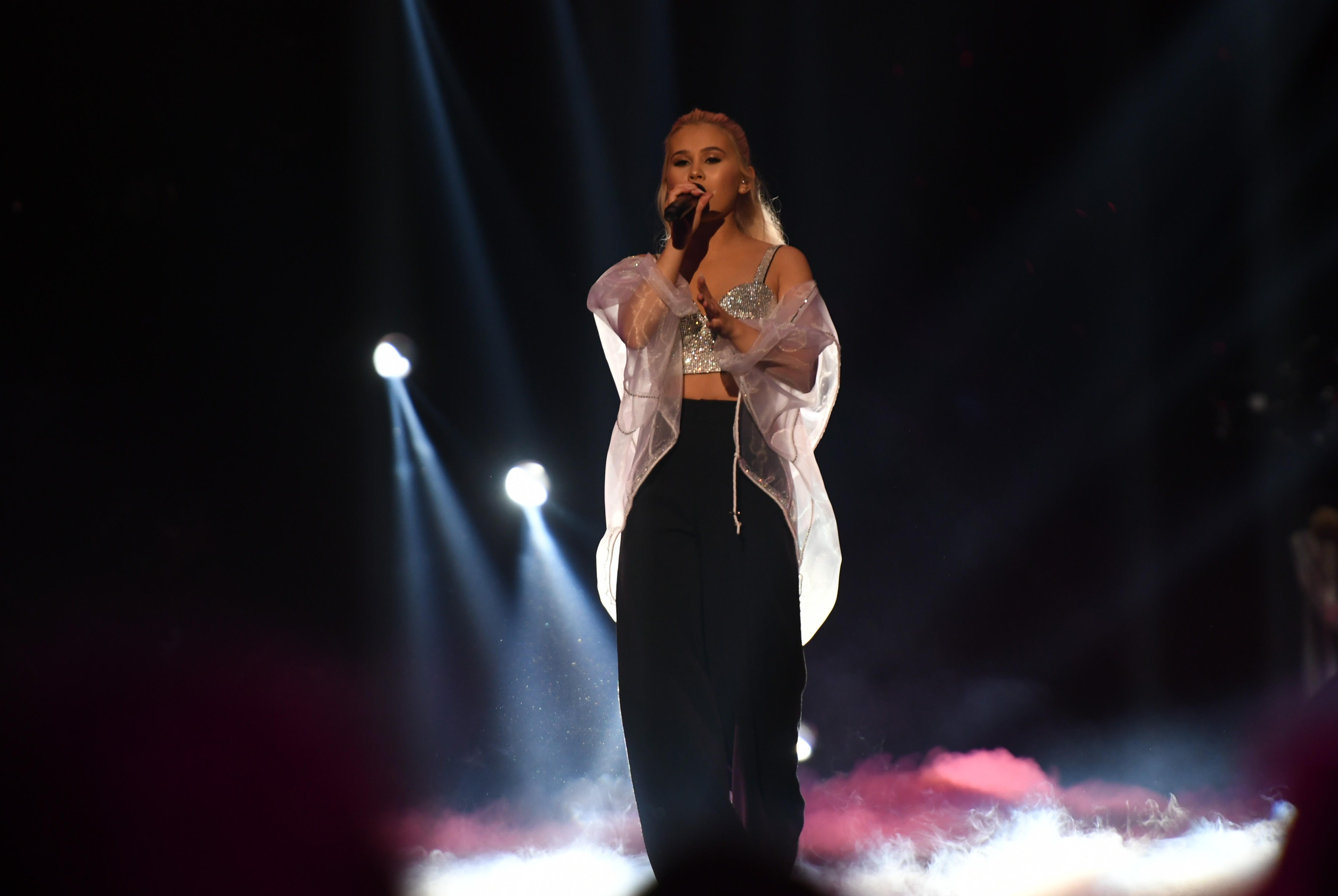
Lisa Ajax.
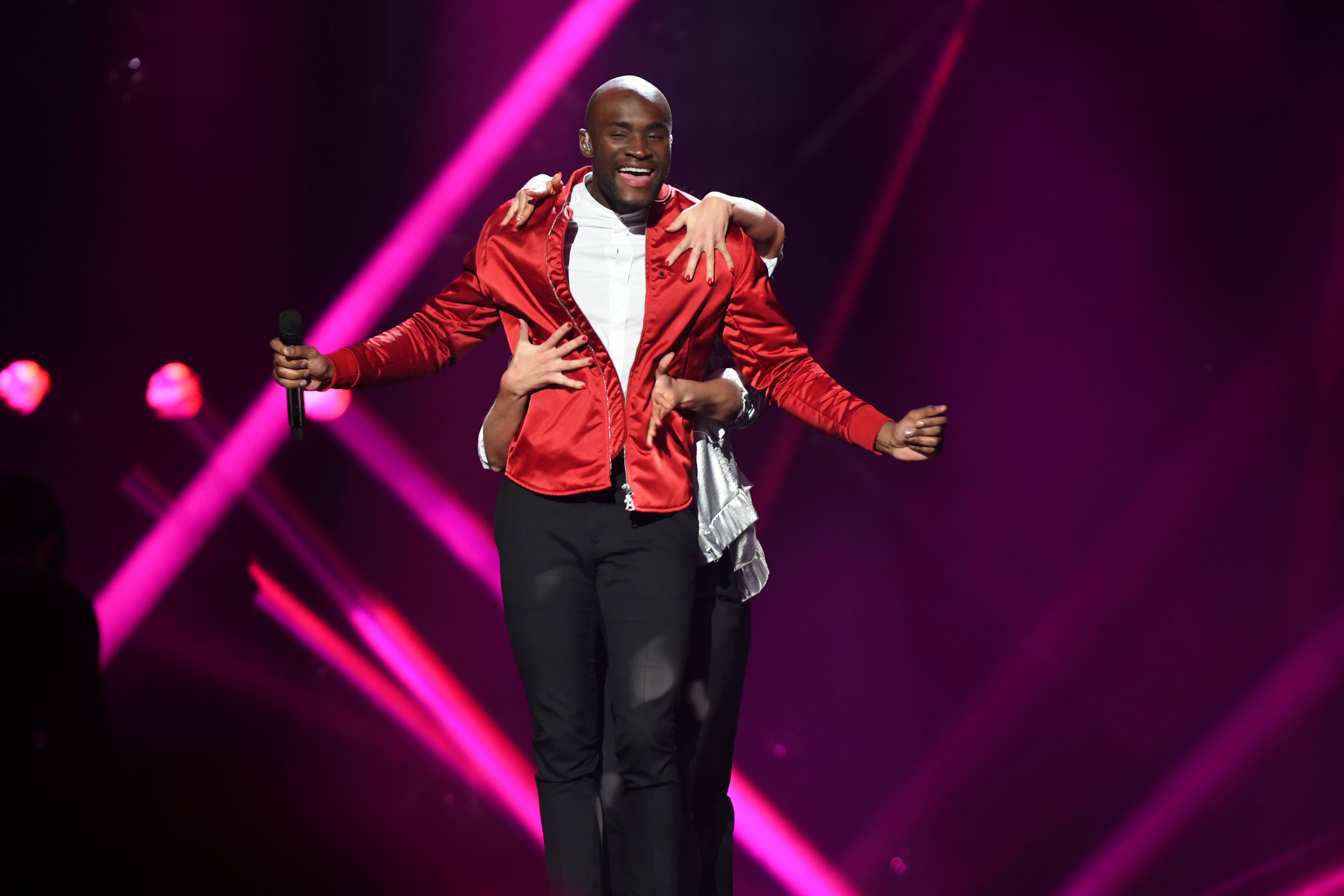
Boris René.
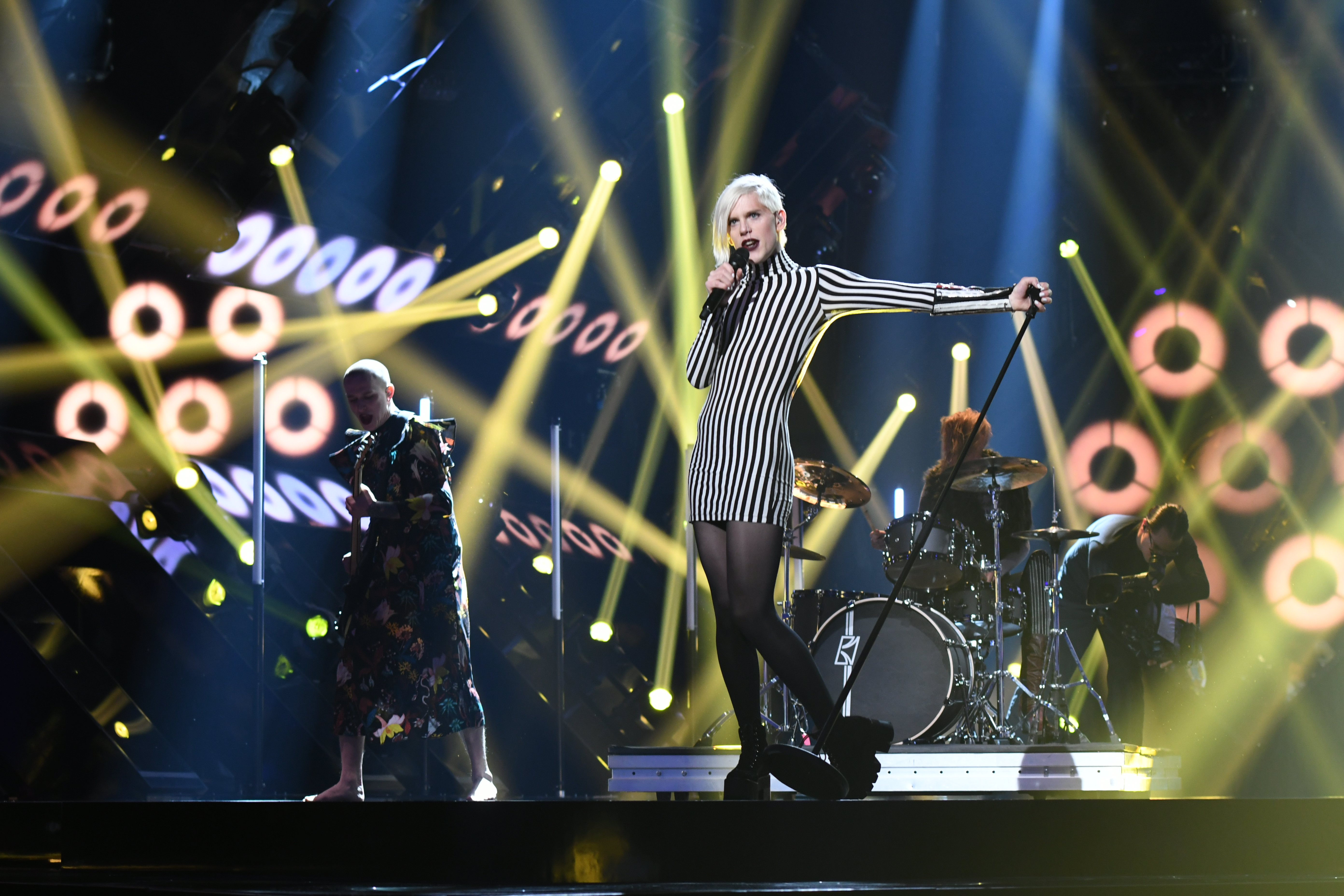
Dismissed.
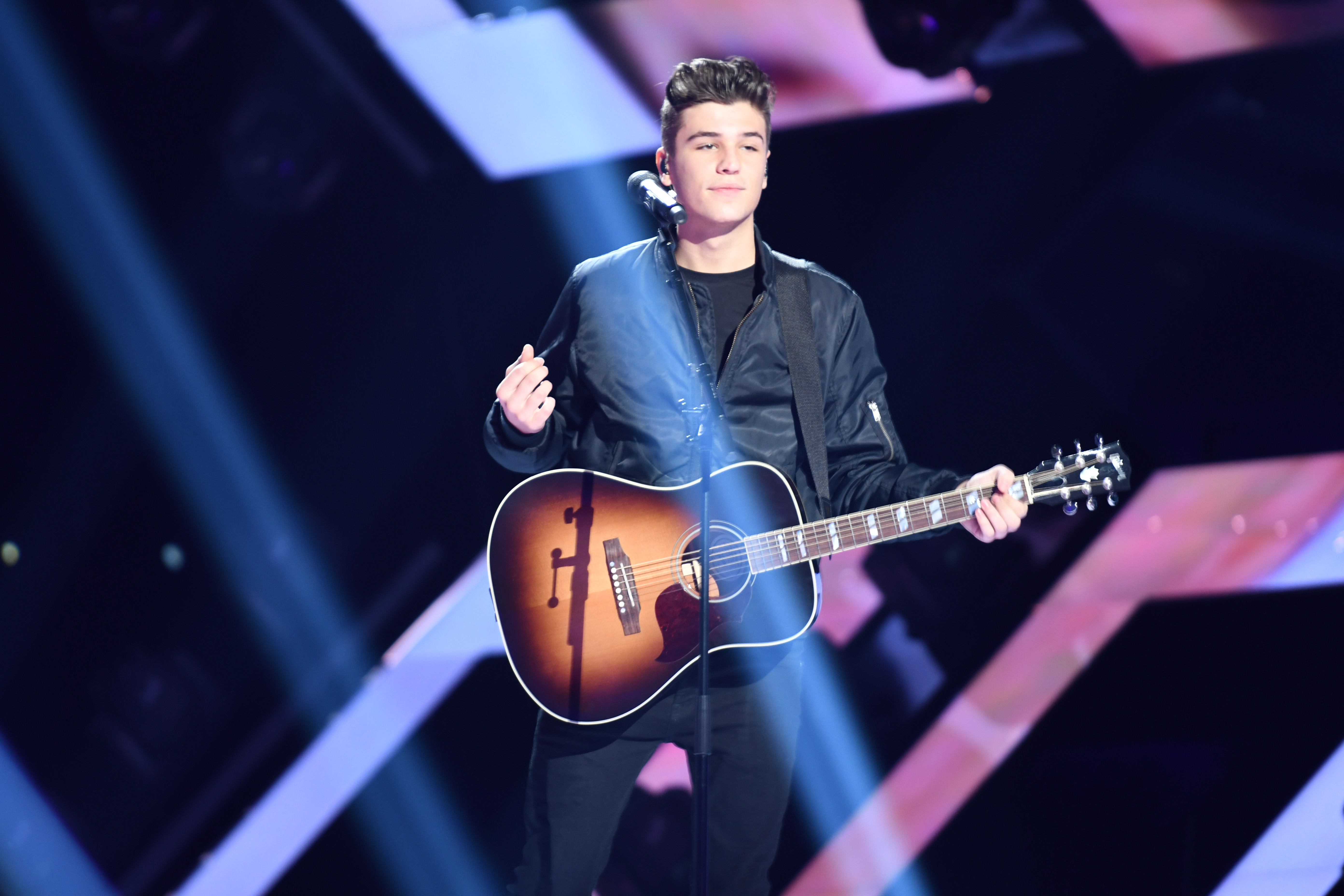
Anton Hagman.
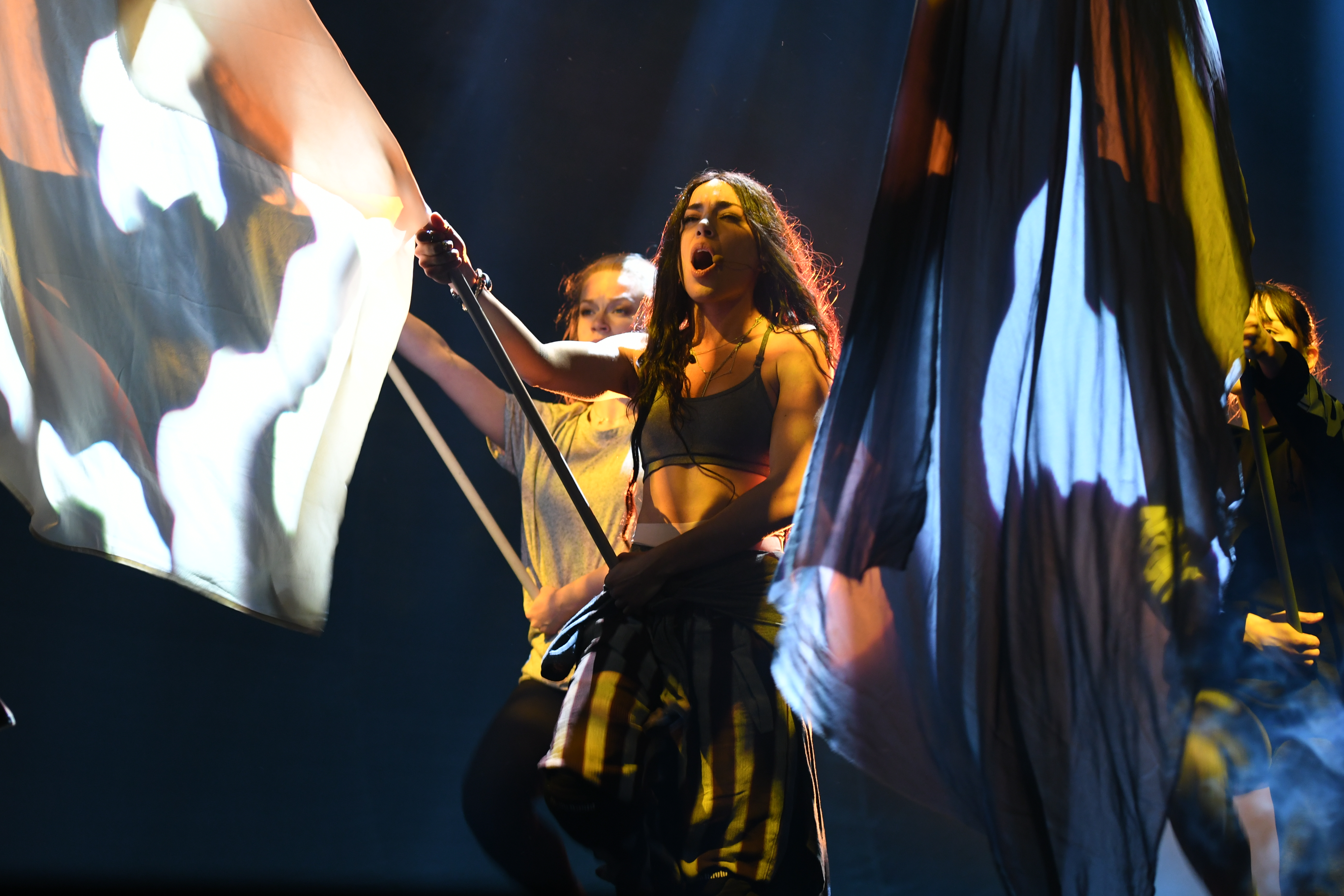
Loreen.

### Finalen

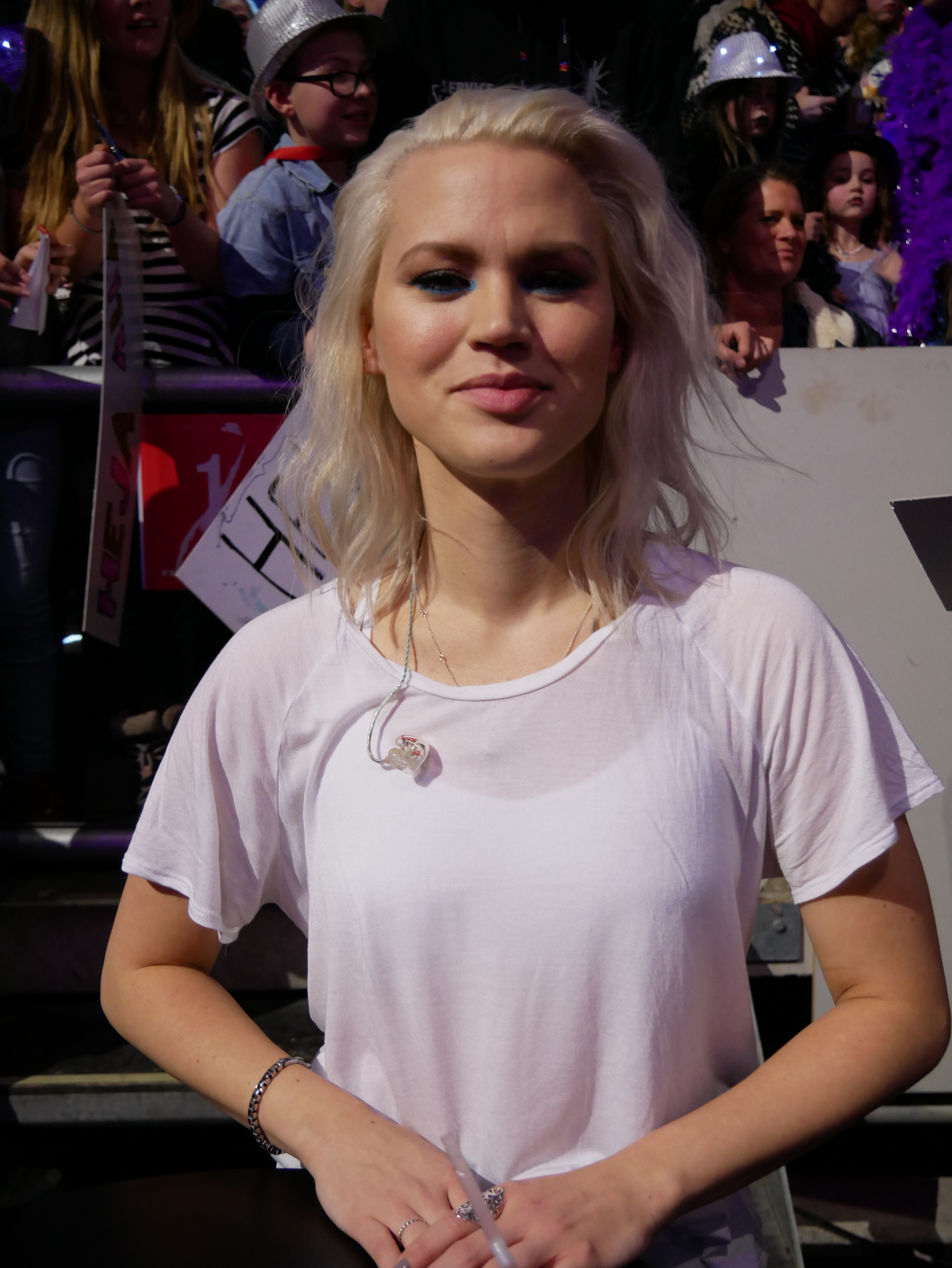
Ace Wilder.
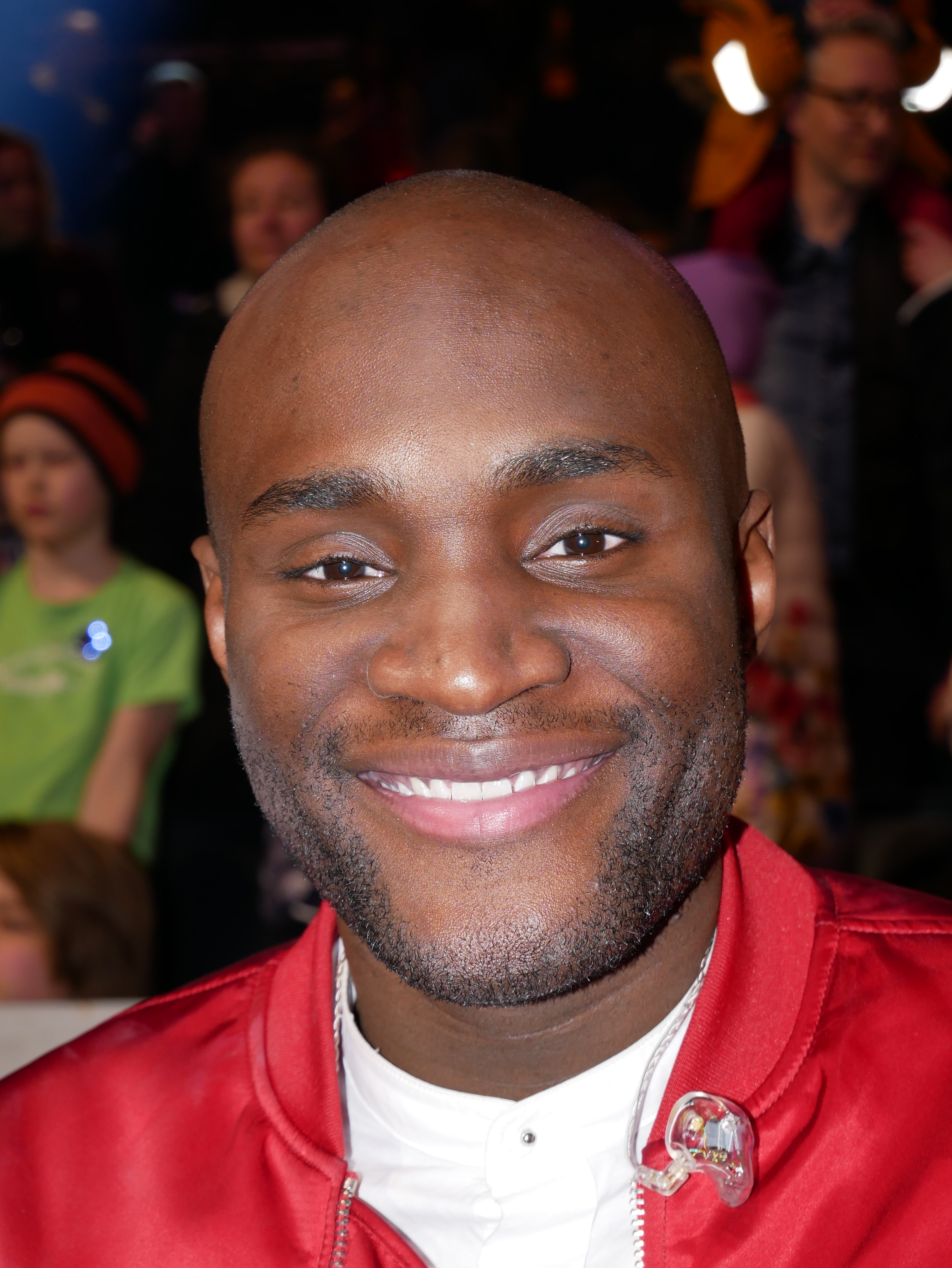
Boris René.
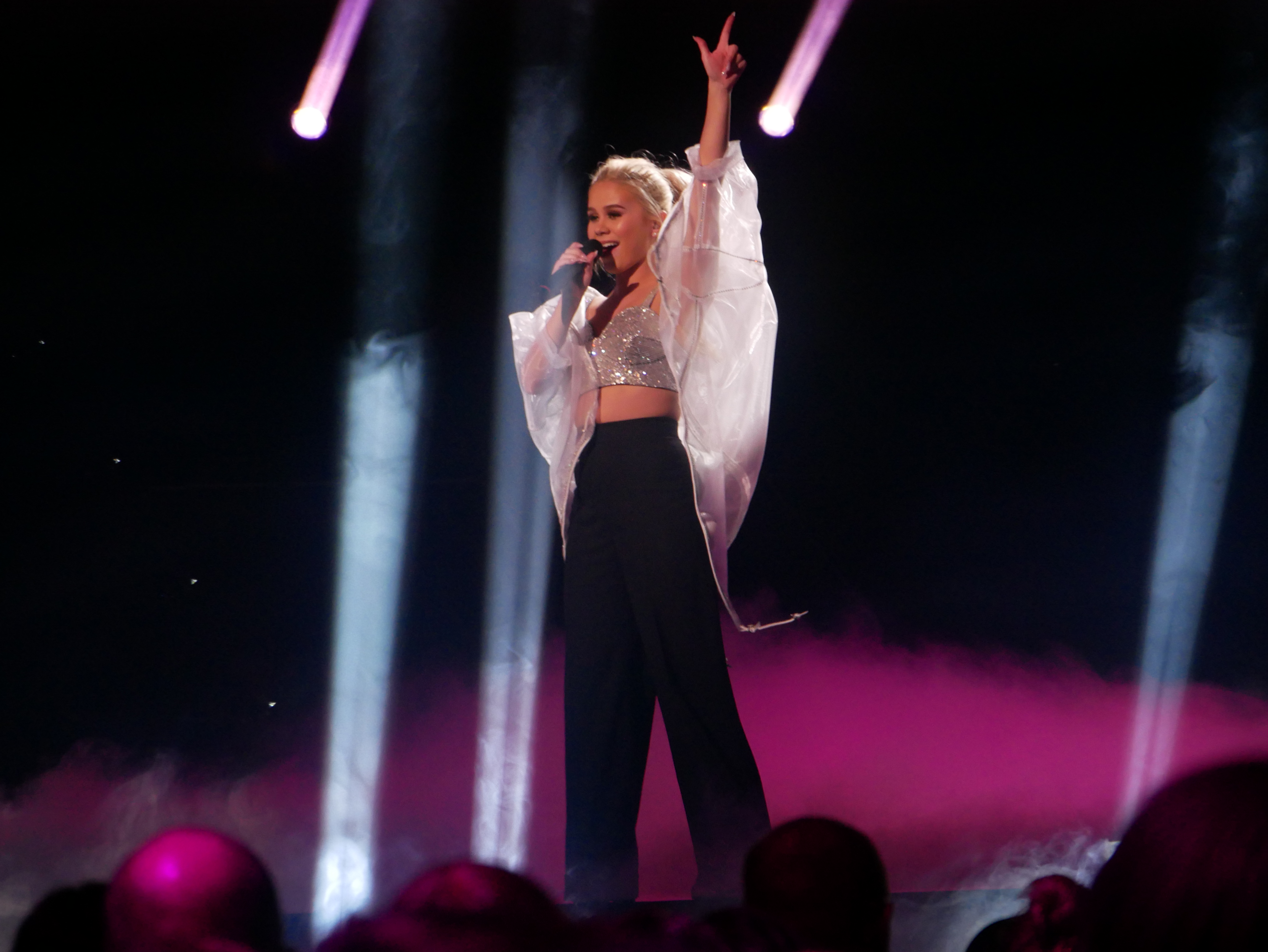
Lisa Ajax.
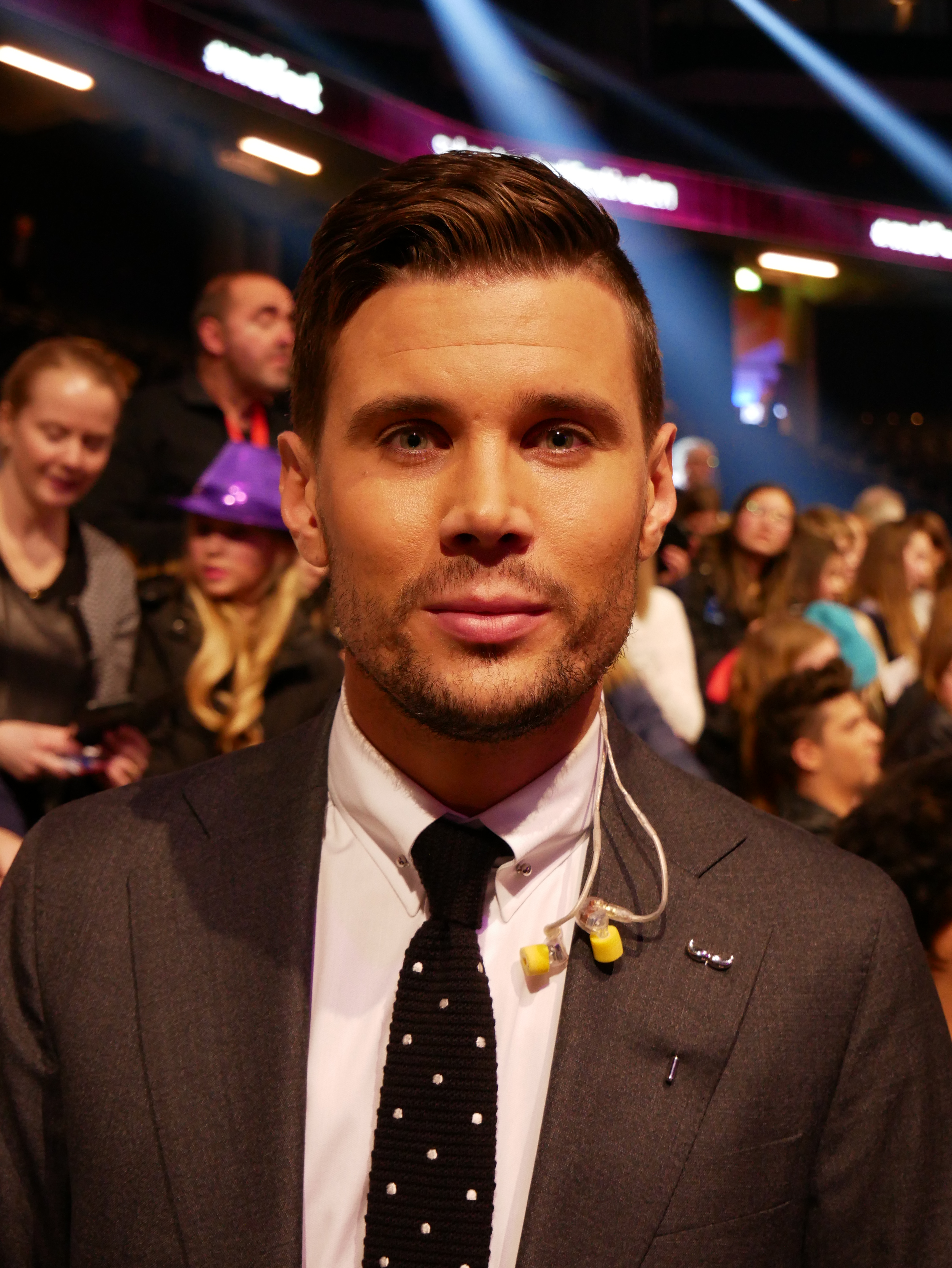
Robin Bengtsson.
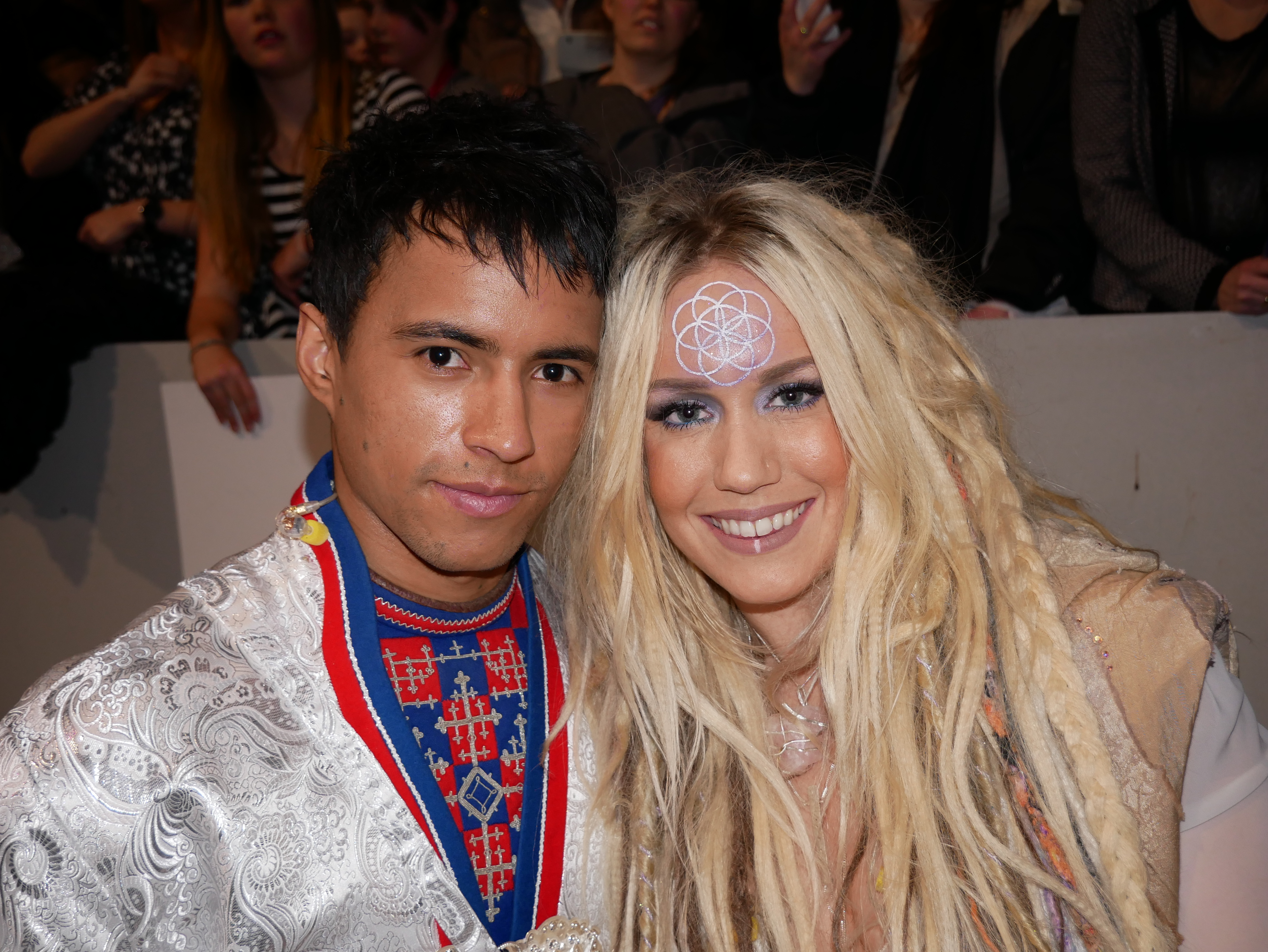
Jon Henrik Fjällgren och Aninia.
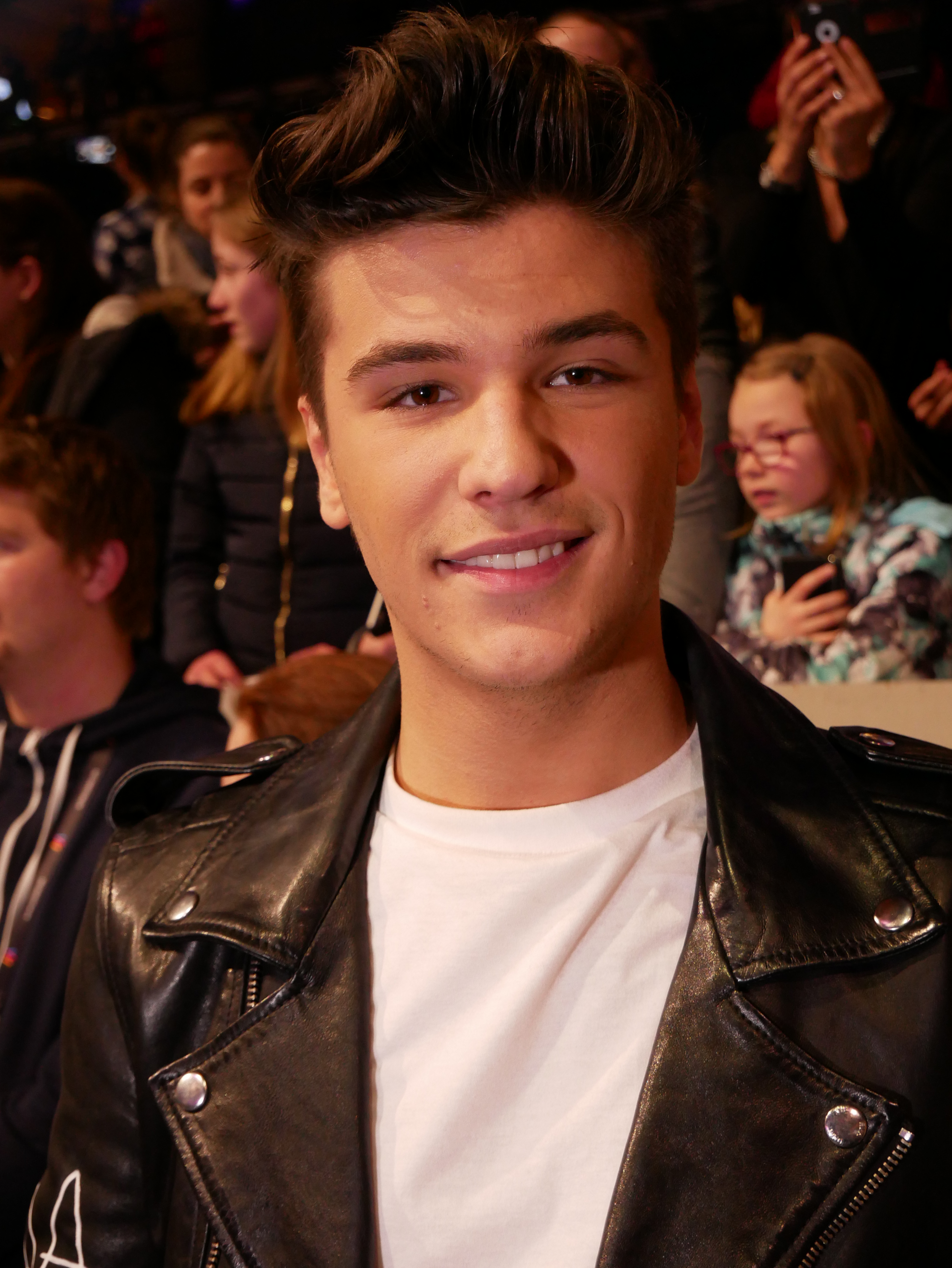
Anton Hagman.
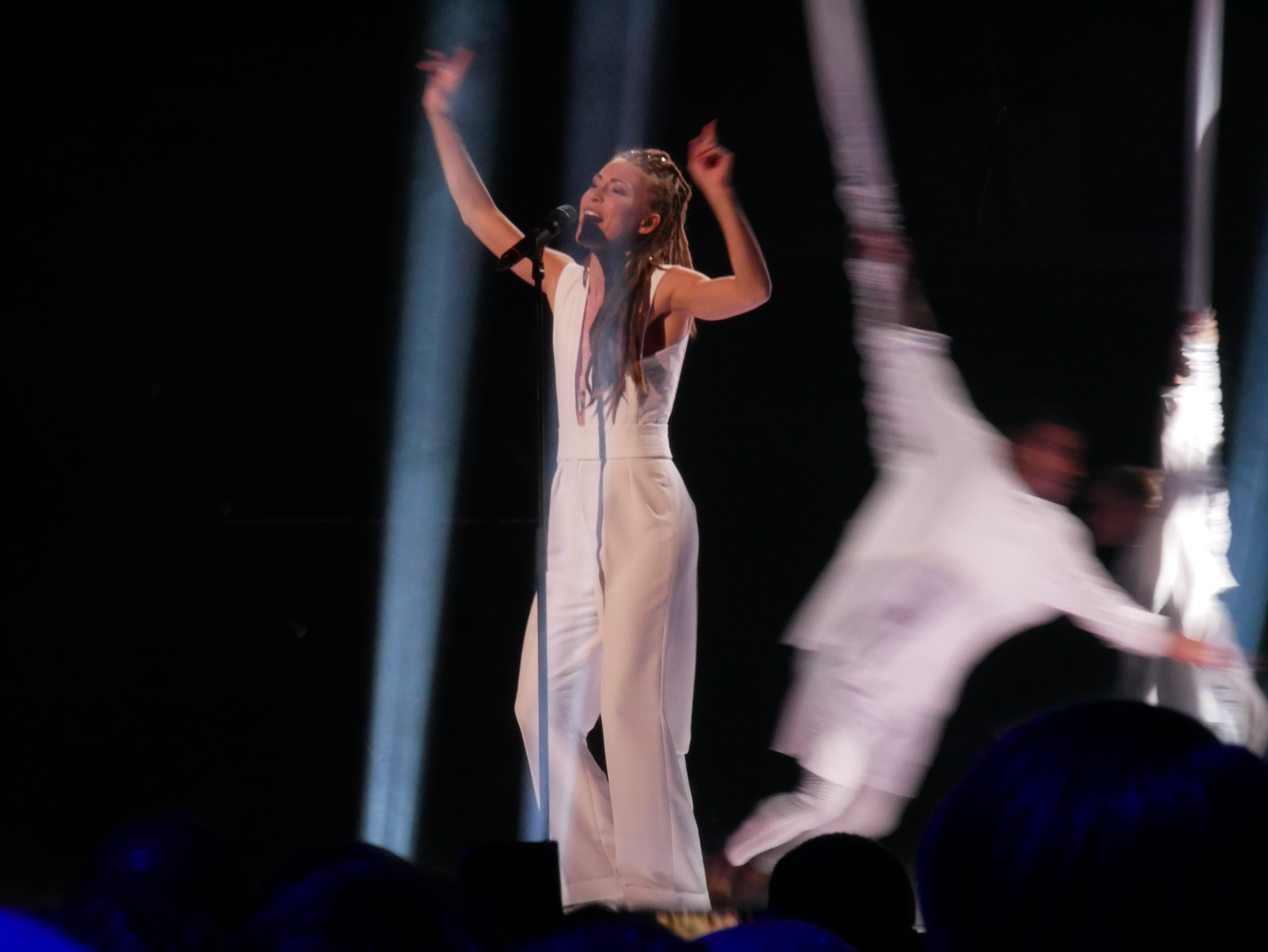
Mariette.
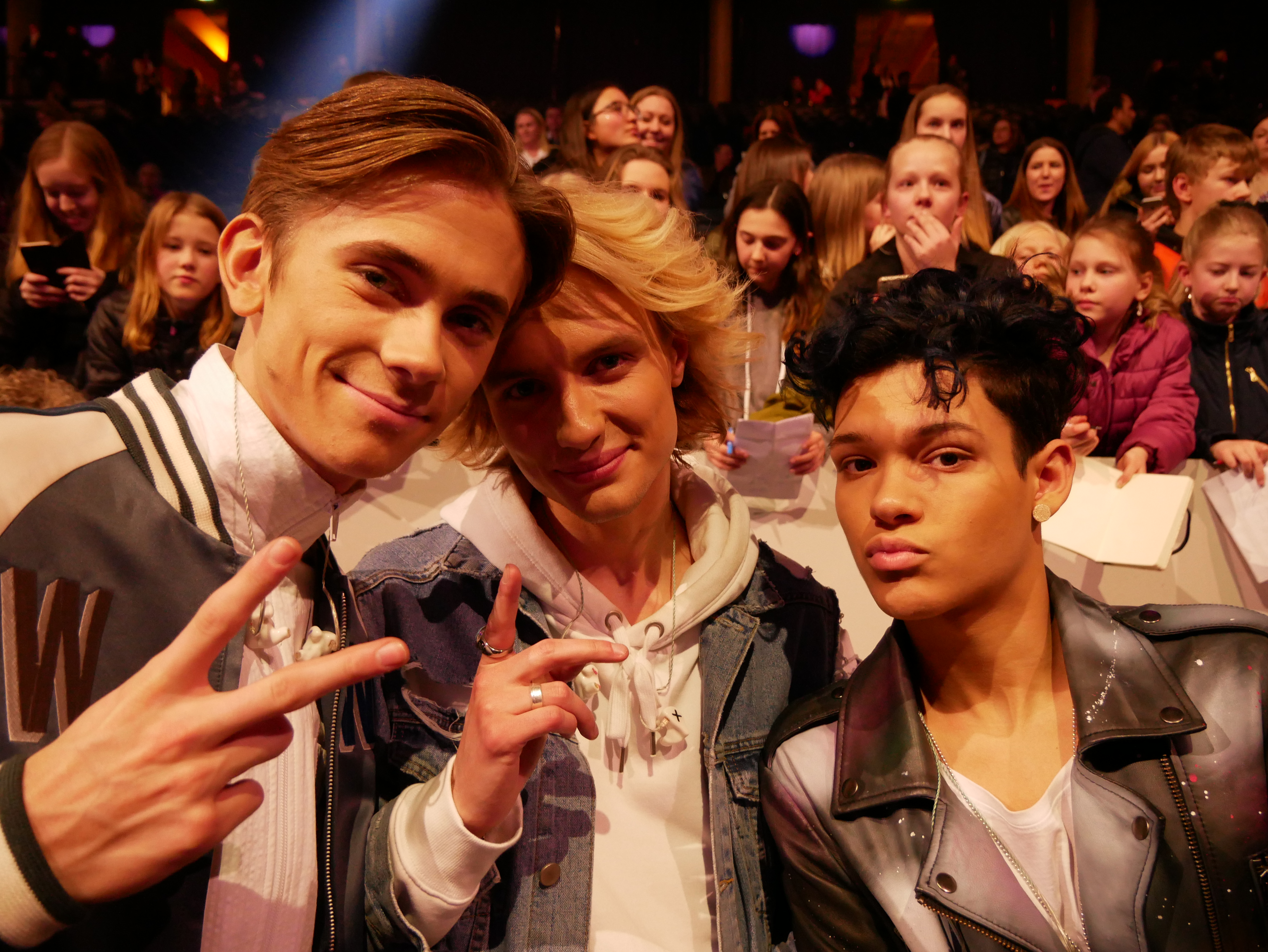
FO&O.
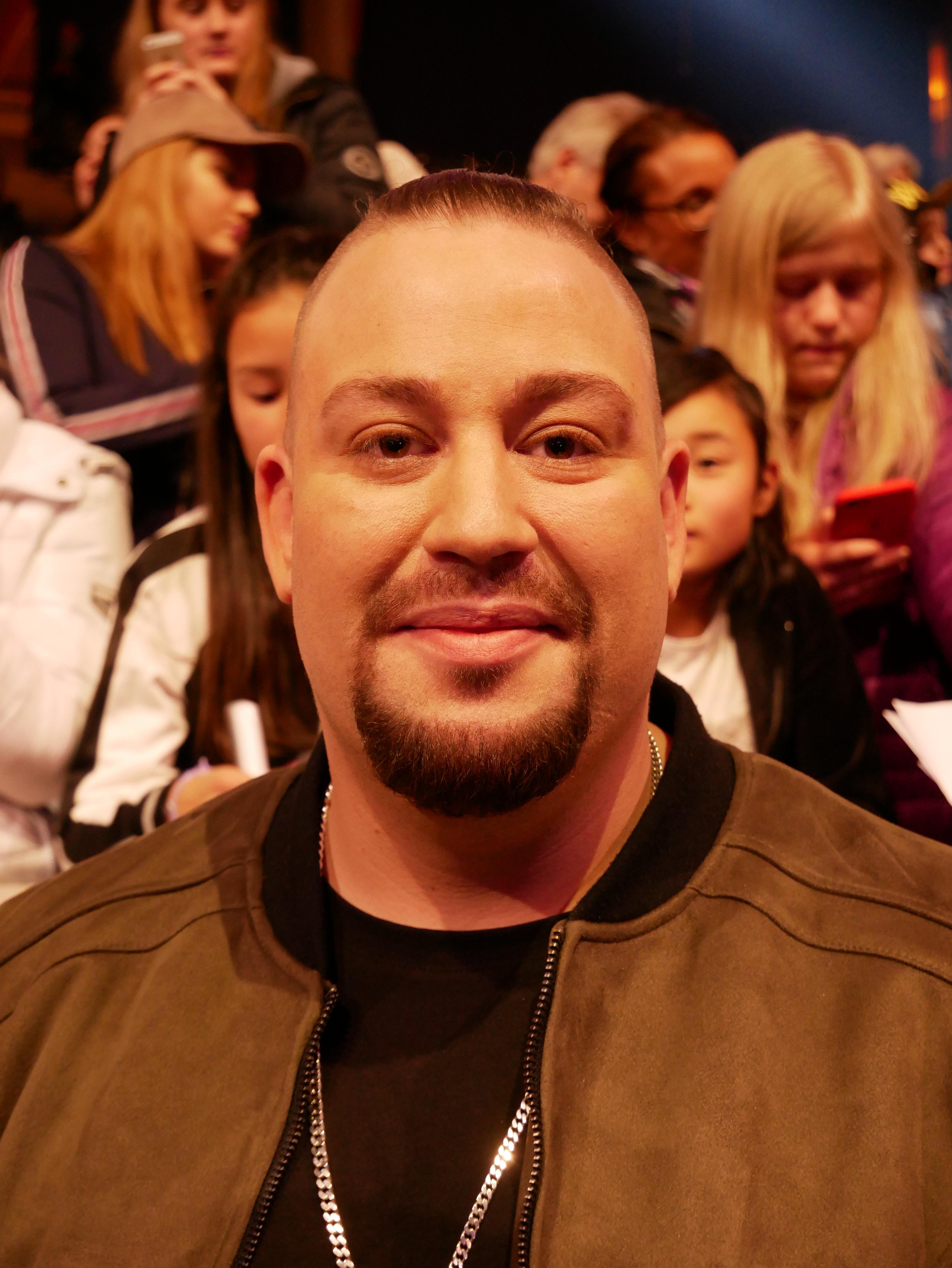
Nano.
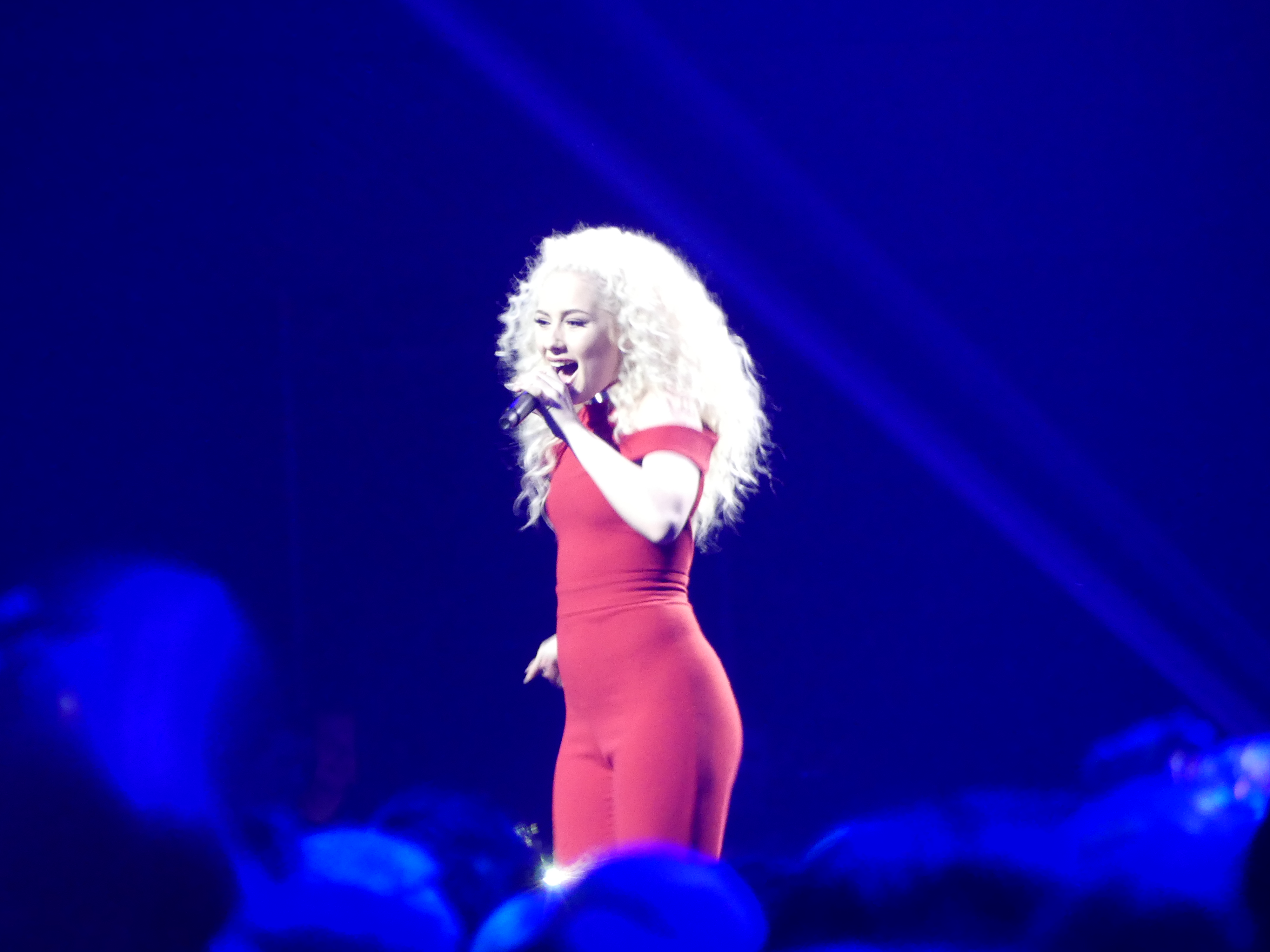
Wiktoria.
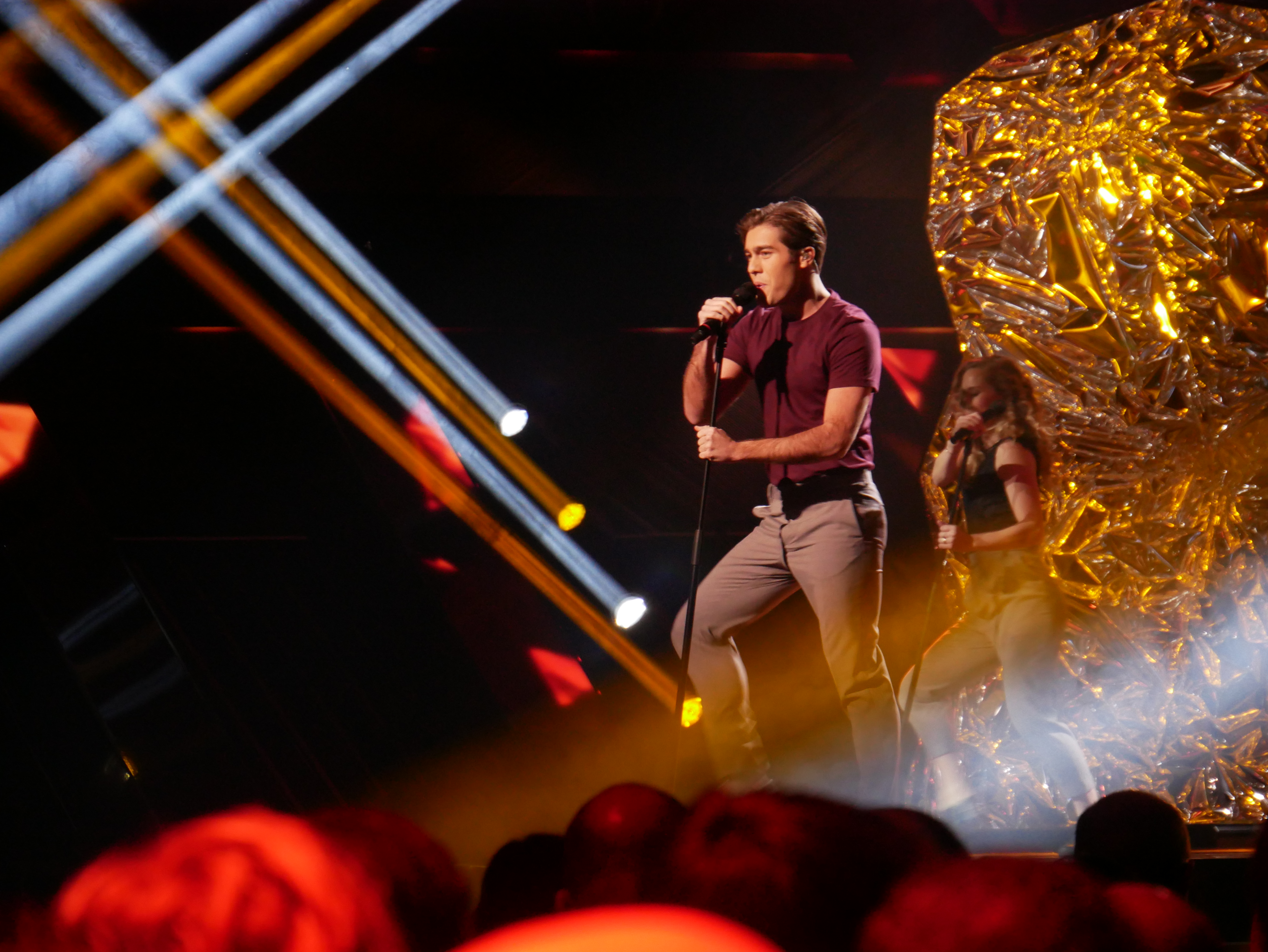
Benjamin Ingrosso.
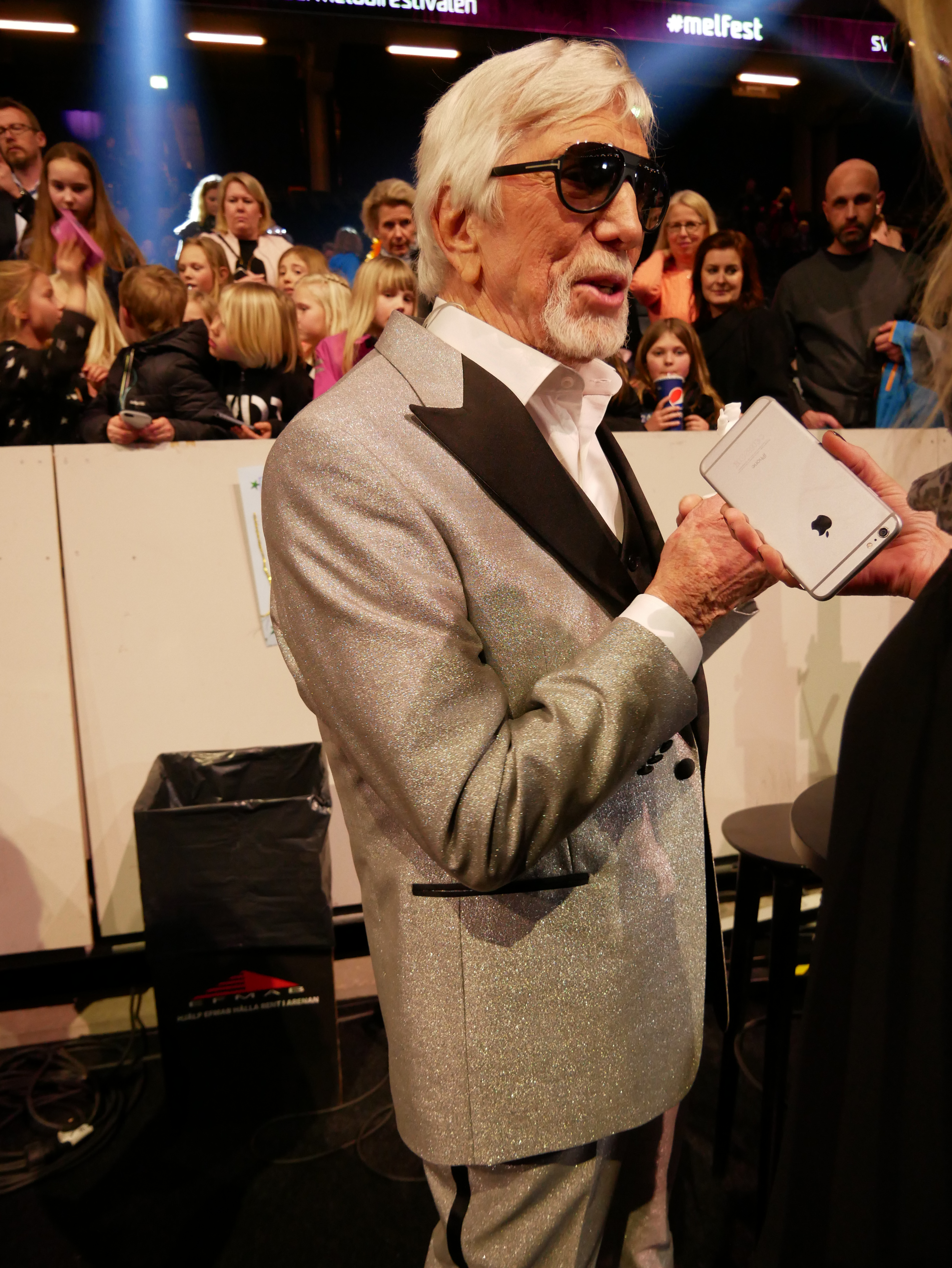
Owe Thörnqvist.

### Fotnoter
1. 1 2 3 4 5 6 7  Lindqvist, Anton (30 september 2016). ”Clara Henry, David Lindgren och Hasse Andersson blir programledare för Melodifestivalen 2017”. Sveriges Television. Arkiverad från originalet den 30 september 2016. https://web.archive.org/web/20160930093858/http://www.svt.se/melodifestivalen/clara-henry-david-lindgren-och-hasse-andersson-blir-programledare-for-melodifestivalen-2017. Läst 30 september 2016.
2. ↑  Sundell, Joachim (15 maj 2016). ”Politiska skrällen: Ukraina vinner Eurovision”. Kulturnyheterna. Sveriges Television. http://www.svt.se/kultur/musik/vinnaren-i-eurovision-2016. Läst 5 juni 2016.
3. ↑  Jordan, Paul (9 september 2016). ”Kyiv to host Eurovision 2017!”. EBU. Arkiverad från originalet den 10 september 2016. https://web.archive.org/web/20160910130348/http://www.eurovision.tv/page/news?id=kyiv_to_host_eurovision_2017. Läst 9 september 2016.
4. 1 2 3 4 5 6 7 8 9  ”Hit kommer Melodifestivalen 2017 – se alla städerna”. Sveriges Television. 6 september 2016. Arkiverad från originalet den 8 september 2016. https://web.archive.org/web/20160908093912/http://www.svt.se/melodifestivalen/hit-kommer-melodifestivalen-2017-se-alla-staderna. Läst 6 september 2016.
5. 1 2  ”Dags att börja skriva låtar till Melodifestivalen 2017”. Sveriges Television. 29 juni 2016. Arkiverad från originalet den 7 augusti 2016. https://web.archive.org/web/20160807110256/http://www.svt.se/melodifestivalen/dags-att-borja-skriva-latar-till-melodifestivalen-2017. Läst 27 juli 2016.
6. 1 2  ”Carolina Norén och Henrik Olsson leder Svensktoppen nästa-finalen”. Sveriges Radio. 28 juni 2016. Arkiverad från originalet den 18 augusti 2016. https://web.archive.org/web/20160818130017/http://sverigesradio.se/sida/artikel.aspx?programid=3147&artikel=6462043. Läst 27 juli 2016.
7. 1 2 3 4  Dahlander, Gustav (30 november 2016). ”Artisterna i Melodifestivalen 2017: Hela listan – så blir deltävlingarna”. Sveriges Television. Arkiverad från originalet den 1 december 2016. https://web.archive.org/web/20161201015959/http://www.svt.se/melodifestivalen/artisterna-i-melodifestivalen-2017-loreen-the-foo-conspiracy-charlotte-perrelli-de-vet-du-benjamin-ingrosso-wiktoria-mariette-m-fl-i-goteborg-malmo-vaxjo-och-skelleftea. Läst 30 november 2016.
8. 1 2 3 4 5 6  ”Inbjudan till Melodifestivalen 2017”. Sveriges Television. 29 juni 2016. Arkiverad från originalet den 9 augusti 2016. https://web.archive.org/web/20160809045856/http://www.svt.se/melodifestivalen/article9431933.svt/BINARY/Regler%20Melodifestivalen%202017.pdf. Läst 27 juli 2016.
9. 1 2  Källman, Pär (20 september 2016). ”2 478 låtar tävlar för en plats i Melodifestivalen 2017”. Sveriges Television. Arkiverad från originalet den 18 oktober 2016. https://web.archive.org/web/20161018101221/http://www.svt.se/melodifestivalen/2478-latar-tavlar-for-en-plats-i-melodifestivalen-2017. Läst 21 oktober 2016.
10. 1 2  Källman, Pär (29 augusti 2016). ”Här är första artisten i Melodifestivalen 2017”. Sveriges Television. Arkiverad från originalet den 1 september 2016. https://web.archive.org/web/20160901125053/http://www.svt.se/melodifestivalen/har-ar-forsta-artisten-i-melodifestivalen-2017. Läst 29 augusti 2016.
11. 1 2  Dahlander, Gustav (6 december 2016). ”De valde låtarna – här är Melodifestivalens urvalsjury 2017”. Sveriges Television. Arkiverad från originalet den 20 december 2016. https://web.archive.org/web/20161220122706/http://www.svt.se/melodifestivalen/de-valde-latarna-har-ar-melodifestivalens-urvalsjury-2017. Läst 6 december 2016.
12. ↑  Dahlander, Gustav (30 november 2016). ”Låtskrivarna 2017: Nu är Thomas G:son etta i Melodifestivalen – genom tiderna”. Sveriges Television. Arkiverad från originalet den 20 december 2016. https://web.archive.org/web/20161220123256/http://www.svt.se/melodifestivalen/latskrivarna-2017-nu-ar-thomas-g-son-etta-i-melodifestivalen-genom-tiderna. Läst 6 december 2016.
13. ↑  Laufer, Gil (23 november 2016). ”Sweden: Melodifestivalen 2017 acts to be revealed on 30 November”. ESCToday.com. Arkiverad från originalet den 24 november 2016. https://web.archive.org/web/20161124154138/http://esctoday.com/138788/sweden-melodifestivalen-2017-acts-revealed-30-november. Läst 24 november 2016.
14. ↑  Dahlander, Gustav (10 december 2016). ”Jon Henrik Fjällgren kan slå rekord i Melodifestivalen 2017!”. Sveriges Television. Arkiverad från originalet den 20 december 2016. https://web.archive.org/web/20161220132954/http://blogg.svt.se/melodifestivalen-expertbloggen/jon-henrik-fjallgren-vill-sla-rekord-i-melodifestivalen-2017/. Läst 10 december 2016.
15. 1 2 3 4 5  Dahlander, Gustav (9 januari 2017). ”Från Boris René till Loreen – startordningen i Melodifestivalen 2017”. Sveriges Television. Arkiverad från originalet den 9 januari 2017. https://web.archive.org/web/20170109185247/http://www.svt.se/melodifestivalen/fran-boris-rene-till-loreen-startordningen-i-melodifestivalen-2017. Läst 9 januari 2017.
16. 1 2 3 4 5  ”Röstning och regler i Melodifestivalen 2017”. Sveriges Television. 17 januari 2017. Arkiverad från originalet den 5 februari 2017. https://web.archive.org/web/20170205100827/http://www.svt.se/melodifestivalen/rostning-och-regler-i-melodifestivalen-2017. Läst 5 februari 2017.
17. 1 2  Petersson, Emma (4 februari 2017). ”Nano och Ace Wilder är i final i Melodifestivalen 2017”. Sveriges Television. Arkiverad från originalet den 5 februari 2017. https://web.archive.org/web/20170205003535/http://www.svt.se/melodifestivalen/nano-ar-i-final-i-melodifestivalen-2017. Läst 5 februari 2017.
18. 1 2 3 4 5 6  ”Alla röstningssiffror Melodifstivalen 2017”. Arkiverad från originalet den 15 mars 2017. https://web.archive.org/web/20170315085217/http://www.svtstatic.se/image-cms/svtse/1489455862/melodifestivalen/article12814816.svt/BINARY/Alla%20r%C3%B6stningssiffror%20Melodifestivalen%202017.pdf.
19. 1 2 3 4 5  Mediamätning i Skandinavien
20. 1 2  Petersson, Emma (11 februari 2017). ”Mariette Hansson och Benjamin Ingrosso är i final i Melodifestivalen 2017”. Sveriges Television. Arkiverad från originalet den 11 februari 2017. https://web.archive.org/web/20170211225420/http://www.svt.se/melodifestivalen/mariette-ar-i-final-i-melodifestivalen-2017. Läst 12 februari 2017.
21. 1 2  Petersson, Emma (18 februari 2017). ”Robin Bengtsson och Owe Thörnqvist är i final i Melodifestivalen 2017”. Sveriges Television. Arkiverad från originalet den 22 februari 2017. https://web.archive.org/web/20170222071543/http://www.svt.se/melodifestivalen/robin-bengtsson-ar-i-final-i-melodifestivalen-2017. Läst 25 februari 2017.
22. ↑  Lindahl, Moa Linette (9 mars 2017). ”Här är den internationella juryn i finalen av Melodifestivalen 2017”. Sveriges Television. Arkiverad från originalet den 19 mars 2017. https://web.archive.org/web/20170319133721/http://www.svt.se/melodifestivalen/har-ar-den-internationella-juryn-i-finalen-av-melodifestivalen-2017. Läst 13 mars 2017.
23. ↑  ”Tittarsiffrorna för Melodifestivalen 2017: Så många såg Robin Bengtsson vinna”. Arkiverad från originalet den 15 mars 2017. https://web.archive.org/web/20170315085231/http://www.svt.se/melodifestivalen/tittarsiffrorna-for-melodifestivalen-2017-sa-manga-sag-robin-bengtsson-vinna-med-i-can-t-go-on-fore-nano-m-fl.